# Claude François
Pour les articles homonymes, voir François et Claude François (homonymie).
Ne doit pas être confondu avec Guy-Claude François.
Claude François, surnommé « Cloclo », né le 1er février 1939 à Ismaïlia (Égypte) et mort accidentellement le 11 mars 1978 à Paris, est un chanteur, danseur, musicien et producteur musical français des années 1960 et 1970.
Lors de ses seize années de carrière, il est un des artistes français les plus appréciés du public. Nombre de ses chansons sont restées célèbres, comme Belles ! Belles ! Belles !, Cette année-là, Le Lundi au soleil, Le téléphone pleure, Magnolias for Ever, Alexandrie Alexandra ou encore Comme d'habitude (My Way en version anglaise).

## Biographie

### Origines
Claude Antoine Marie François naît le 1er février 1939 à Ismaïlia dans le royaume d’Égypte. Son père est Aimé François, employé au canal de Suez, et sa mère est Lucia Mazzei, d’origine italienne.

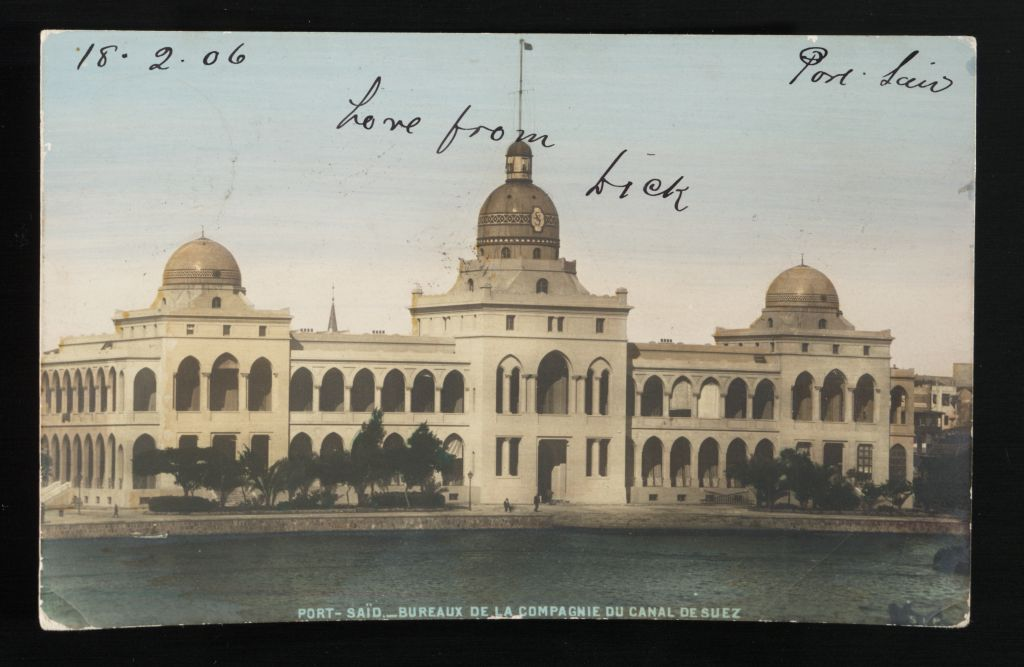
Bureaux de la Compagnie du canal de Suez à Port-Saïd, v. 1900.

Sa famille paternelle est lyonnaise. Ses arrière-grands-parents paternels, Nicolas Joseph François, né à Saint-Maurice-sur-Moselle (Vosges) en 1835, et Marie Anne Delphine Callon, née à Mars (Ardèche) en 1845, se sont mariés en 1872 à Port-Saïd (Égypte), où Nicolas Joseph François était télégraphiste pour la Compagnie du canal de Suez. Leurs trois enfants, Gustave, Elisa et Adolphe voient ainsi le jour successivement à Port-Saïd, Suez et Ismaïlia.
Adolphe François, grand-père paternel de Claude François, caporal-fourrier au 52e régiment d'infanterie, est tué à Tahure, dans la Marne, le 25 septembre 1915, lors de la Première Guerre mondiale, alors qu'il n'a que 35 ans. Il laisse trois fils, dont Aimé François, lesquels travailleront comme chefs du trafic du canal de Suez.
Aimé François épouse une Italienne, Lucia Mazzei, dite « Chouffa ». La famille de Lucia est originaire de Calabre, en Italie. Lucia s'occupe du foyer familial et a longtemps joué du piano. Ses deux frères, l'un violoniste, l'autre pianiste, accompagnaient les films muets, puis ont joué pour le Five O'Clock Tea de l'armée britannique qui occupait le canal de Suez lors de la Seconde Guerre mondiale en Égypte.
Claude François a une sœur aînée, Marie-Josée François, dite « Josette », née le 28 août 1935 ; elle a écrit, en 2008, un livre de souvenirs, Claude François, mon frère.

### Enfance

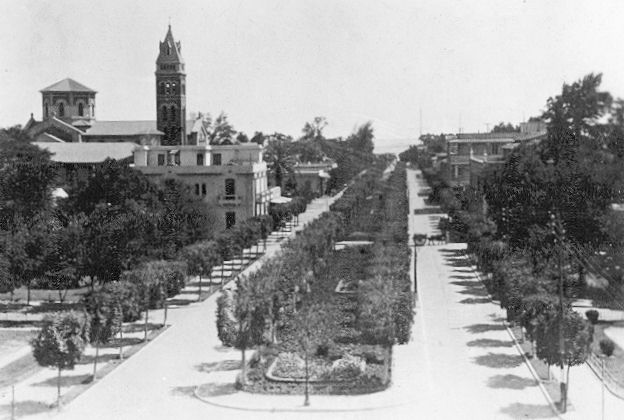
Une partie occidentale d'Ismaïlia près de la gare avec l'église catholique sur la gauche, 1952.

L'enfance de Claude François se passe dans une des villas de la Compagnie du canal de Suez, à Ismaïlia. Sa famille, qui a des domestiques, mène un train de vie très aisé.
Durant la Seconde Guerre mondiale, Ismaïlia est bombardée par les Allemands et la villa de la famille François est détruite. Claude François et sa sœur sont alors recueillis par leur grand-mère paternelle qui habite une vieille maison proche des quartiers populaires. Claude François s'y mêle aux jeunes enfants d'origine diverse (grecs, maltais, italiens, arabes) et y reste jusqu'à l'âge d'aller à l'école.

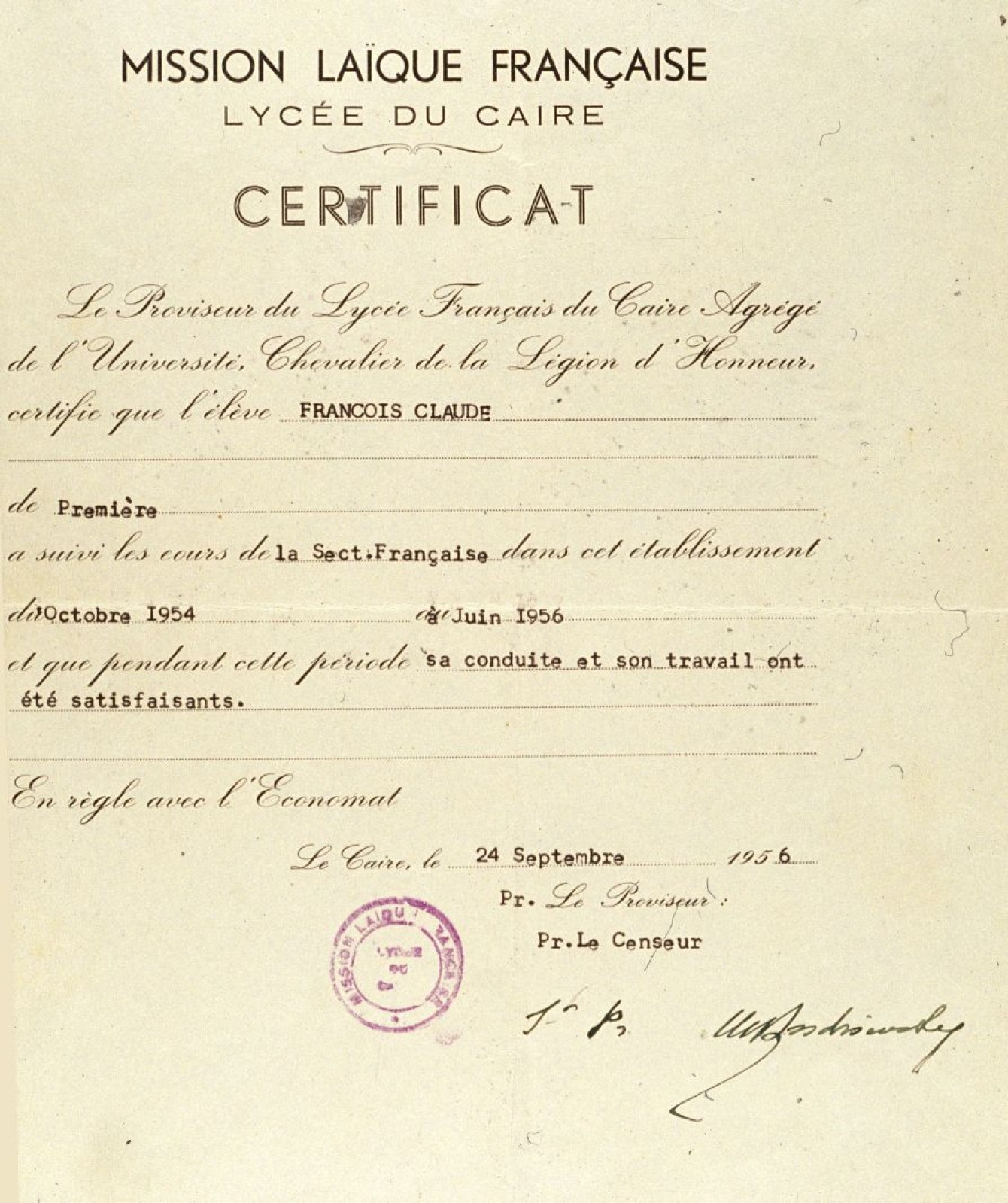
Certificat de scolarité de Claude François au lycée français du Caire, du 24 septembre 1956.

Ses parents le placent en internat dans une école confessionnelle. Ils l'inscrivent ensuite au lycée français du Caire comme externe (1953-1956). La chambre qu'il loue est en face de Radio Le Caire, où il passe beaucoup de temps, écoutant en avant-première les disques français ou américains. Il obtient la première partie du baccalauréat mais pas la seconde. À cette époque, il assiste aux répétitions de ses oncles maternels et fait une première année de violon.
En 1956, la famille François est expulsée d’Égypte (avec de nombreux Français et Britanniques) à la suite de l'intervention franco-britannique visant à s'opposer à la nationalisation du canal de Suez par le nouveau président Gamal Abdel Nasser. Sur fond d'un déchaînement soudain d'hostilité envers les étrangers occidentaux, le départ d'Égypte s'effectue en catastrophe sous les injures et les agressions physiques. Le navire accoste au Havre d'où la famille François gagne Paris.
Après un séjour dans une chambre d'hôtel, les François, fatigués de demander des subsides auprès de la Compagnie du canal de Suez, partent en train pour Monte-Carlo où réside, depuis son mariage l'été précédent, leur fille Josette,. La famille s’installe d'abord à Monaco, dans un appartement acquis grâce à la prime de réinstallation donnée par la Compagnie du canal de Suez (Claude François étudie au lycée Albert-Ier), puis à Nice. Ils vivent dans une certaine pauvreté : dans son « autobiographie » de 2012, Claude François affirme qu'il dormait par terre sur le sol de l'appartement, volait à l'étalage, se nourrissait de pain trempé dans de la vinaigrette, ce qui lui aurait causé un ulcère à l'estomac, lui permettant d'être exempté de son service militaire.

### Carrière

#### Débuts
En 1958, à la recherche d’un travail, Claude François devient employé de banque. Il se délasse en jouant de la tumba dans un petit orchestre qu’il a formé avec quelques copains. Il finit par trouver un emploi dans le grand orchestre du Sporting Club de Monte-Carlo, dirigé à l'époque par Louis Frosio : d’abord batteur-percussionniste, il en devient ensuite chanteur (il gagne 1 000 francs par soirée), avec à son répertoire Colette Deréal, Charles Aznavour, Marcel Mouloudji, Ray Charles. Il fait un tabac en interprétant en arabe la chanson de Bob Azzam, Mustapha. Parallèlement, il s’inscrit à l’Académie nationale de musique dans toutes les classes (clarinette, flûte, chant classique, timbales et percussions, harmonie) et prend des leçons particulières pour former sa voix.
En 1959, il fait partie, en tant que chanteur, de l’orchestre de Marcel Blanchi à l’hôtel Le Provençal à Juan-les-Pinsp. 38-39. Si sa rémunération lui permet enfin de vivre et de faire vivre sa famille, il est désapprouvé dans son choix par son père qui aurait voulu qu'il devienne comptable. Sa mère le soutient toutefois dans sa passion pour la musique.
À l'été 1961, il monte à Paris sur les conseils de Brigitte Bardot et de Sacha Distel rencontrés sur la Côte d'Azur (Claude François a donné des cours de danse à Brigitte Bardot dans la boîte de nuit le Papagayo à Saint-Tropez) ; il est accompagné d'une jeune danseuse d'origine anglaise, Janet Woollacott, rencontrée en 1959 lors d'un spectacle et épousée le 5 novembre 1960 à Monaco. Son père, qui ne lui adressait plus la parole depuis deux ans, était malgré tout venu au mariage, avant de mourir d’une maladie des poumons le 19 mars 1961.
À l'époque, la chanson française connaît un grand bouleversement avec la vogue du rock 'n' roll puis du twist et l'avènement d'une nouvelle génération de chanteurs que l'on ne tardera pas à appeler les yéyés, soutenu par l'émission de radio Salut les copains qui bénéficie d'une grande audience auprès des adolescents.

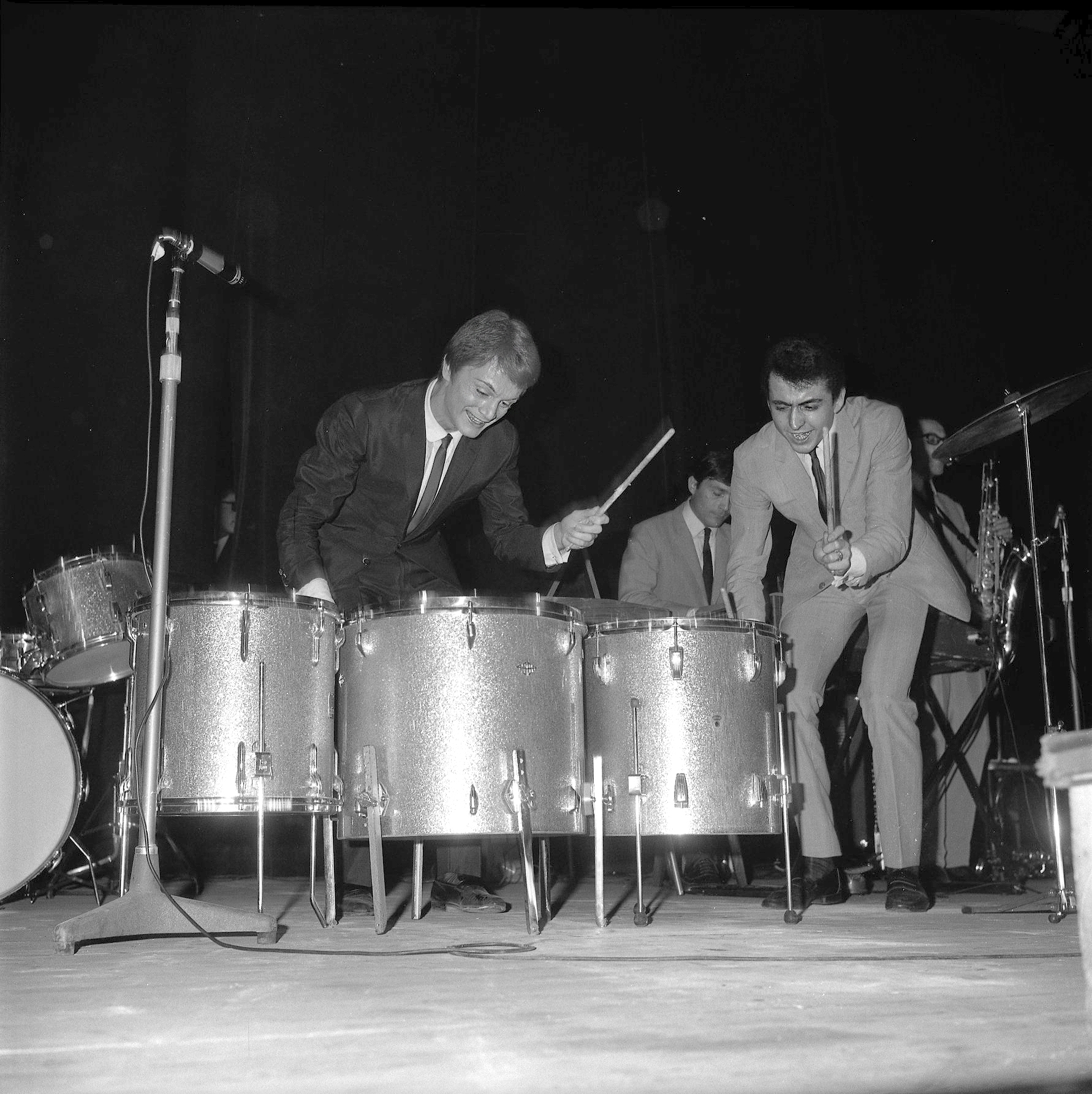
L'artiste percussionniste, jouant de la batterie à Toulouse, en 1965.

Claude François se fait engager dans la formation d’Olivier Despax, les Gamblers, au poste de percussionniste, mais les cachets sont maigres. Le 16 septembre 1961, il passe une audition aux disques Fontana, mais ne convainc pas le directeur artistique, Jean-Jacques Tilché, lequel accepte toutefois une deuxième audition.

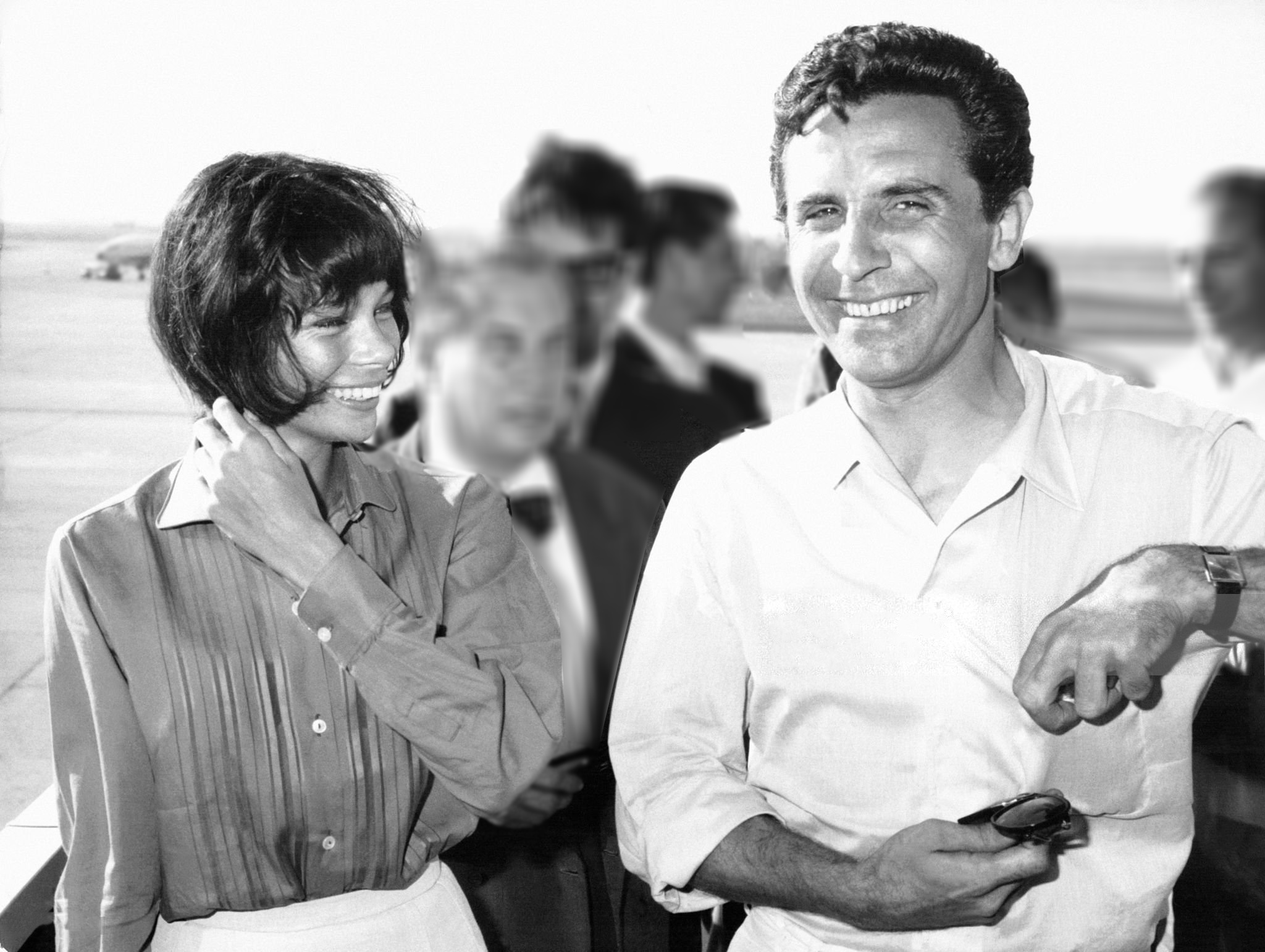
En 1962, Gilbert Bécaud séduit Janet Woollacott, épouse de Claude François et l'emmène en Italie pour ses galas.

En 1962, Claude François, sous le pseudonyme de « Kôkô », enregistre son premier disque, Le Nabout twist (en version française et en version arabe) : si la chanson est bien reçue en Afrique, elle ne rencontre pas le succès escompté en France. En attendant une nouvelle occasion, il rejoint Les Gamblers et joue pendant tout l’été 1962 au Papagayo à Saint-Tropez. De son côté, Janet, qui a été engagée comme danseuse à l’Olympia, y rencontre Gilbert Bécaud et quitte Claude François pour ce dernier.

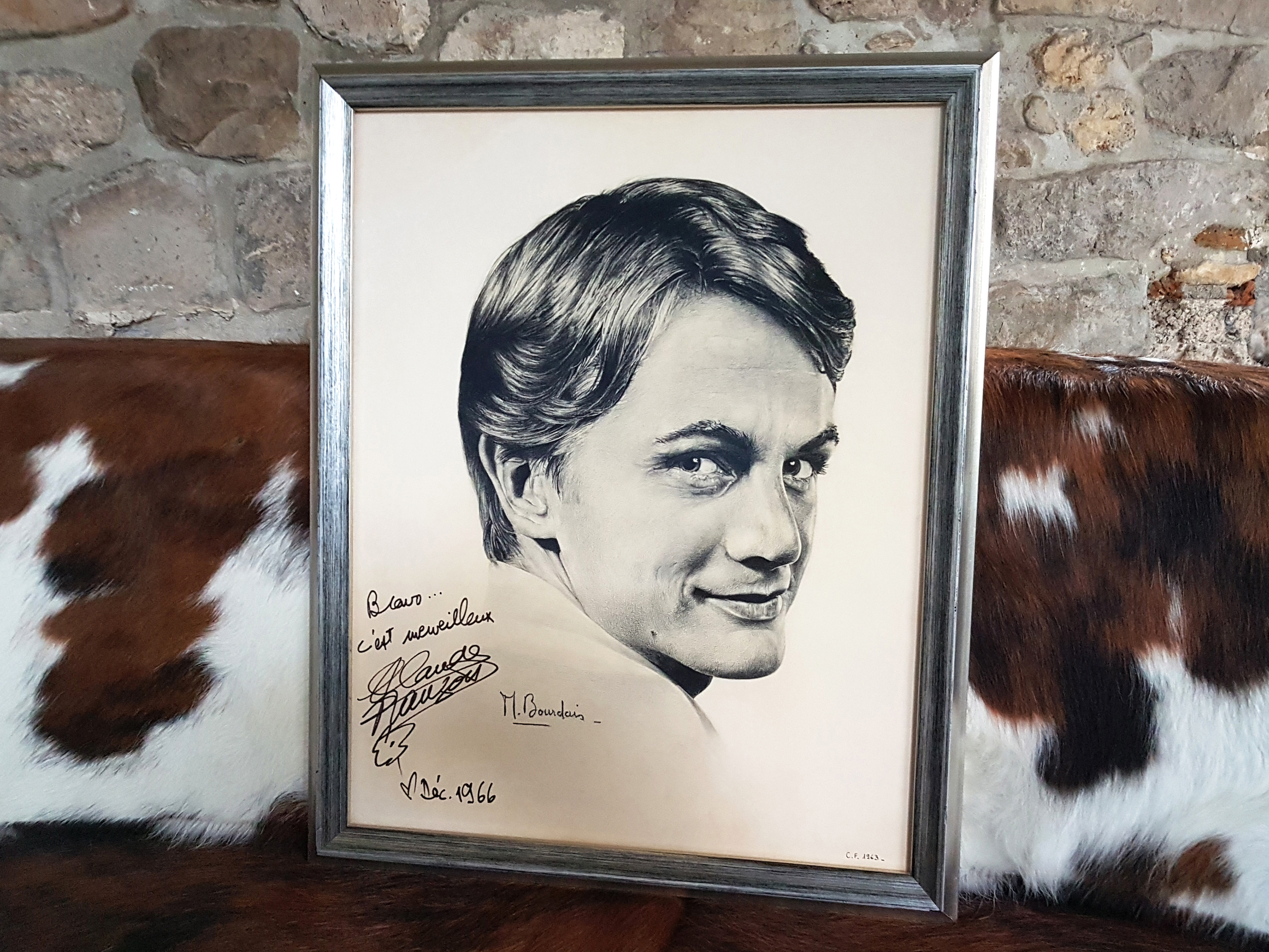
Au moulin de Dannemois, le portrait de Claude François, dessiné en 1963 par Michel Bourdais à la demande de Claude lui-même.

De retour à Paris, Claude François signe un contrat de cinq ans avec les disques Fontana. À l'automne 1962, il obtient son premier succès, avec Belles ! Belles ! Belles !, adaptation de Girls Girls Girls (Made to Love), composée par Phil Everly, des Everly Brothers, et interprétée initialement par Eddie Hodges, dont il s'est inspiré pour la version française et dont il cosigne les paroles avec Vline Buggy. Ayant fait le siège du bureau de Daniel Filipacchi à Europe 1, il obtient que son 45 tours passe deux fois par jour dans l'émission Salut les copains tout au long de la semaine. Sa carrière est lancée,. Belles ! Belles ! Belles ! est son premier scopitone, réalisé par Claude Lelouch : il chante dans la neige, dans un bois de la région parisienne, au milieu de jeunes filles dansant dans une tenue hors de saison. Sa participation à plusieurs émissions de télévision lui permet de se faire connaître auprès d'un large public. Il passe à l'Olympia le 18 décembre, en première partie de Dalida et des Spotnicks.

#### Reconnaissance
Prise en main par l'imprésario Paul Lederman, sa carrière démarre véritablement. Il enchaîne les tournées et les succès : Marche tout droit, adaptation de la chanson Walk right in des Rooftop Singers, Pauvre petite fille riche, Dis-lui et Si tu veux être heureux, adaptation de If you wanna be happy de Jimmy Soul. Avec son allure de jeune homme de bonne famille, ses chansons aux paroles agréables, il séduit un public féminin de plus en plus nombreux. Il demande à Michel Bourdais, portraitiste et documentaliste au magazine Salut les copains, de dessiner son portrait. Ce dessin hyperréaliste sera pour Claude François le point de départ d’une longue réflexion sur l’image qu’il doit donner de lui,,.
Le 5 avril 1963, il est pour la deuxième fois à l’Olympia où il participe à un gala consacré aux jeunes chanteurs surnommés à l'époque « idoles des jeunes ». Parmi ses musiciens, figurent Michel Cassez, dit Gaston, futur Compagnon de la chanson, et le pianiste de jazz René Urtreger. En octobre, il sort Si j'avais un marteau, version française de If I Had a Hammer, composé par Pete Seeger et repris avec succès par Trini Lopez. Le titre reste plusieurs semaines no 1 du classement de l'émission de radio hebdomadaire Salut les Copains. Le 29 octobre, après avoir participé à un Musicorama spécial, Claude François reçoit, des mains du comédien Maurice Biraud, ses deux premiers disques d'or,.

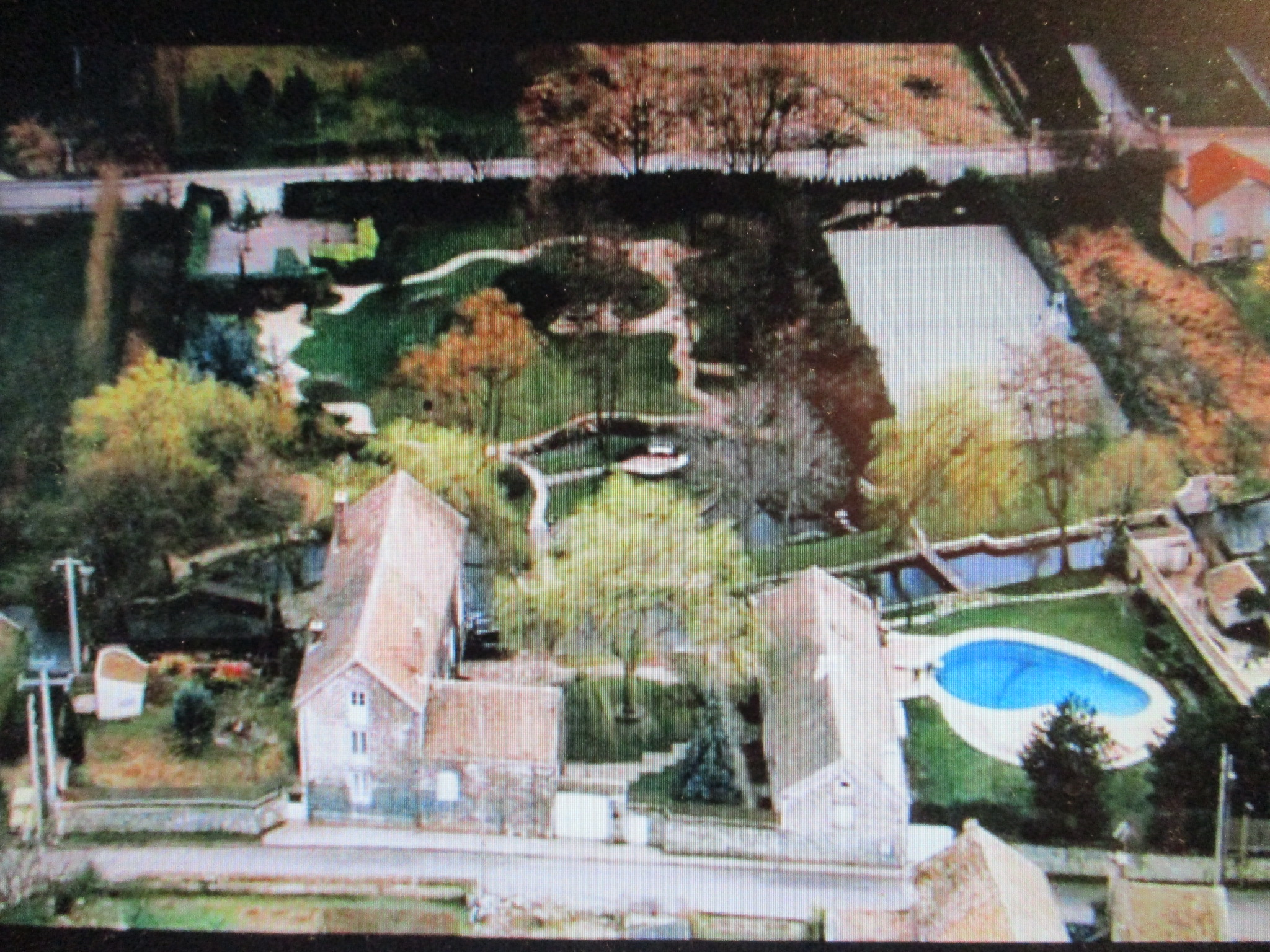
Vue aérienne du moulin de Dannemois.

Sa réussite professionnelle lui permet d'acquérir un appartement à Paris, au 46, boulevard Exelmans, dans le 16e arrondissement,. En 1964, il achète l'ancien moulin communal de Dannemois dans l'Essonne, pour en faire sa résidence secondaire. Il y installe sa mère et sa sœur qui y retrouvent la sérénité de leur vie en Égypte. Quelques semaines plus tard, il interprète La Ferme du bonheur. L'été venu, il fait une tournée qui donne lieu à un film de Claude Vernick au titre éloquent, L’été frénétique.
En septembre 1964, Claude François fait à nouveau l’Olympia mais cette fois, c'est en vedette qu'il chante chez Bruno Coquatrix. Il enchaîne de nouveaux succès : Donna Donna, J’y pense et puis j’oublie. Il bat tous les records de recettes établis par Édith Piaf et Gilbert Bécaud et déclenche, à chaque apparition, des scènes d'hystérie collective.
Côté sentimental, il fait la connaissance de France Gall, jeune chanteuse de 17 ans (il en a 25), c'est le début d'une liaison qui durera jusqu'en 1967.

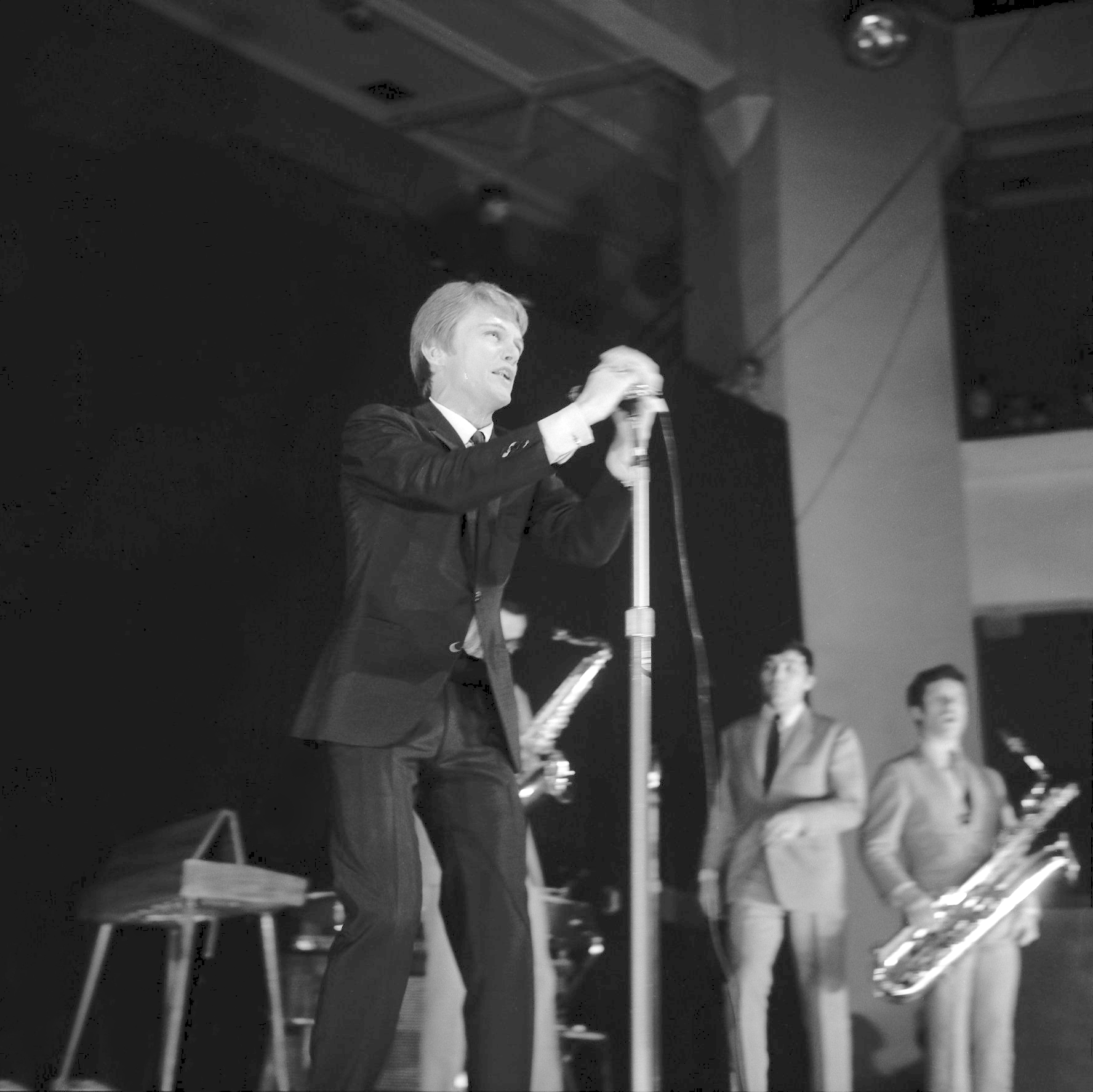
En 1965, à Toulouse, neuf mois après son accident sur scène d'Abbeville.

Le 25 février 1965, Claude François est blessé au cours d'un gala à Abbeville, la scène s'étant effondrée sous ses pieds alors qu'il dansait. Ayant plusieurs côtes fracturées, il reste immobilisé cinq semaines durant. Au cours de l'année 1965, il enregistre une quinzaine de titres, dont Les Choses de la maison et Même si tu revenais.

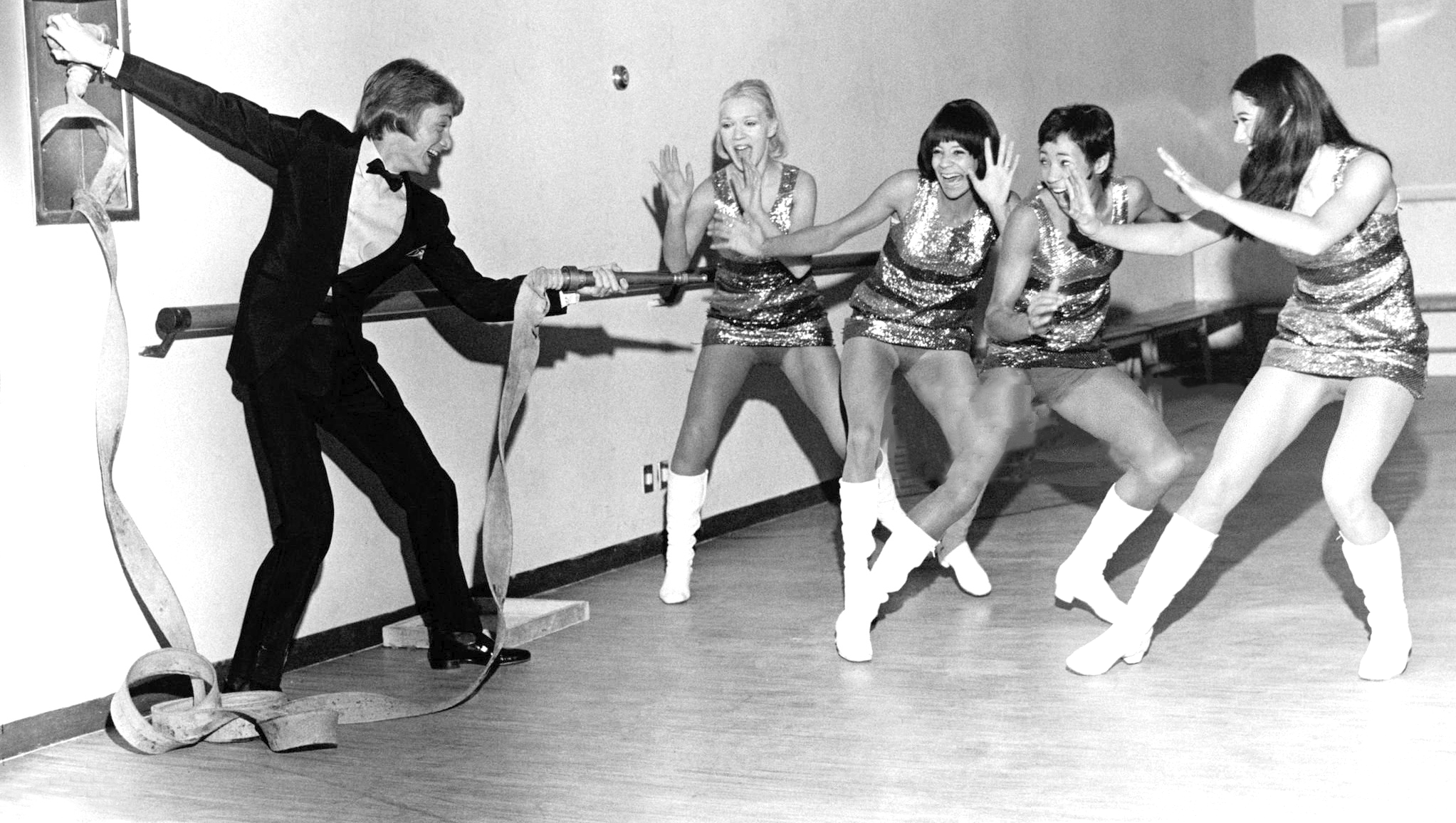
Pour un reportage photo à Milan en 1969, Claude François avec ses Claudettes : Lydia Baronian, Nelly Bamy, Maddly Bamy et Peggy Thi-Kim-Lan Nguyen.

L'année 1966 voit l’apparition des Claudettes, ses danseuses attitrées, dont l'idée lui a été soufflée par Michel Bourdais,. Le 25 décembre, son premier Olympia avec quatre d’entre elles est un événement qui séduit et déchaîne le public. Claude François utilise alors le dessin qu'a fait de lui Michel Bourdais trois ans plus tôt pour en faire le symbole de sa mutation artistique. Il redonne l'original à son auteur en marque d'amitié et de reconnaissance en y inscrivant les mots « Bravo… c'est merveilleux »,.
Cet iconique portrait qui a contribué à forger l'identité artistique de Claude François a été acquis en avril 2024 par la Bibliothèque nationale de France au site Richelieu, pour le département des Arts du spectacle,.
Une copie de cette œuvre, grandeur nature, est exposée en permanence au Moulin de Dannemois.
Il figure sur la « photo du siècle » regroupant 46 vedettes françaises du yéyé, en avril 1966.
En 1967, il est coauteur avec Jacques Revaux pour la musique et Gilles Thibaut, du titre Comme d'habitude. Le succès est au rendez-vous et la chanson, bientôt reprise par Paul Anka puis Frank Sinatra sous le titre My Way, devient un succès mondial.
Le 13 mars 1967, Claude François et Janet Woollacott divorcent.

### Consécration
Son contrat chez Philips arrivant à son terme, Claude François fonde sa maison de disques, Flèche, acquérant ainsi son indépendance artistique. La chanteuse belge Liliane Saint-Pierre est la première artiste qui enregistre sous ce label. Alain Chamfort suivra. Après une « histoire de cœur » avec la chanteuse Annie Philippe, rencontrée en tournée mais qui refuse de l'épouser, il se console avec Isabelle Forêt, blonde aux yeux bleus et mannequin de son état, qui devient sa compagne. Elle donne le jour à Claude junior, le 8 juillet 1968. Sa naissance n'est révélée à la presse que quelques mois plus tard.

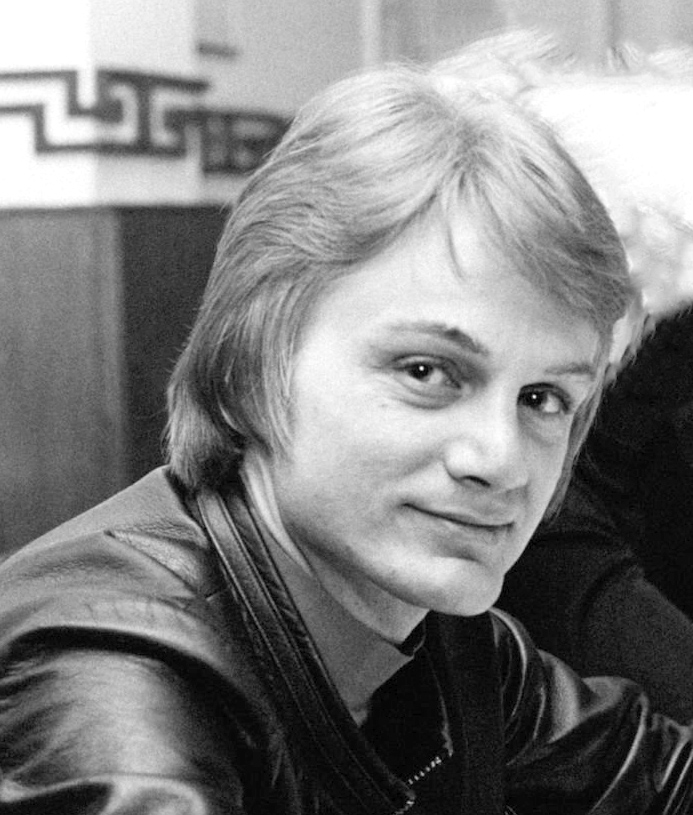
En 1969, à Milan pour un concert.

L'année 1968 est celle de sa première tournée en Afrique noire, qui le mène, en dix jours, de Fort Lamy (Tchad) à Dakar (Sénégal) en passant par Yaoundé et Douala (Cameroun), Libreville (Gabon), Abidjan (Côte d'Ivoire) et Niamey (Niger). À Libreville, il donne un concert devant 15 000 personnes au grand stade de la ville et est reçu officiellement par le président Albert Bongo, sa famille et ses ministres.

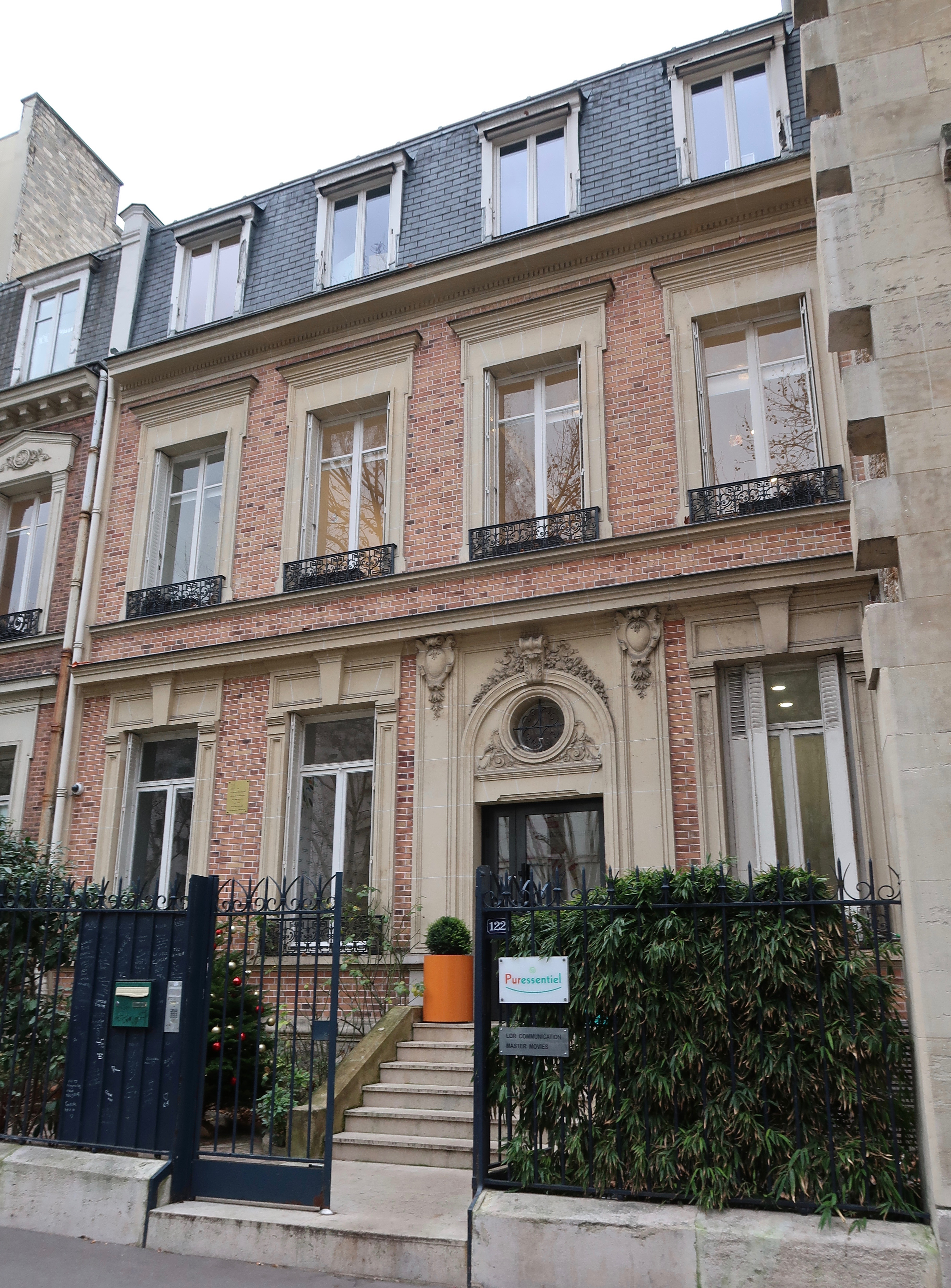
Immeuble du label Flèche au 122 boulevard Exelmans à Paris.

L'année 1969 est une année faste sur le plan familial et le plan professionnel. Le 15 novembre 1969, sa compagne, Isabelle Forêt, lui donne un second garçon, Marc, mais il décide là encore d'en taire la naissance « pour le protéger ». Le même mois, son passage à l'Olympia – seize jours à guichets fermés – est un nouveau succès avec son spectacle à l'américaine où il est accompagné de quatre danseuses, huit musiciens et l'orchestre de l'Olympia. Il travaille désormais avec le compositeur Jean-Pierre Bourtayre comme directeur artistique et installe les locaux de Flèche au 122, boulevard Exelmans à Paris (où une plaque lui rend désormais hommage). Ses nouveaux disques, Éloïse en début d’année et Tout éclate, tout explose en fin d'année, sont des succès.
En 1970, sa chanson Parce que je t'aime mon enfant est adaptée en anglais et reprise l'année suivante par l'acteur Richard Harris puis par Elvis Presley sous le titre My Boy. Le 14 mars 1970, un malaise le surprend pendant un concert à Marseille, salle Vallier. On apprendra plus tard qu’il s’agissait d’un coup monté en accord avec son producteur. Il part se reposer aux îles Canaries mais à son retour, le 17 mai, il est victime d’un accident de voiture sur l’autoroute près d’Orange. Le nez fracturé, les pommettes éclatées, il doit subir une rhinoplastie. À peine remis, il repart en tournée avec les chanteurs Dani et C. Jérôme.
En 1971, il enregistre plusieurs titres (C'est la même chanson, Bernadette et Réveille-moi) à Détroit aux États-Unis, dans les studios de la Tamla Motown, avec The Funk Brothers qui assuraient la plupart des enregistrements des groupes de ce label nord-américain. Il est, en 1971, avec ce groupe, le seul chanteur blanc à y enregistrer des chansons.
En 1972, il se sépare de la mère de ses enfants, avant de rencontrer Sofia Kiukkonen, un mannequin finlandais de 19 ans, avec qui il reste quatre ans.
Le 20 janvier 1973, les producteurs Maritie et Gilbert Carpentier consacrent à Claude François leur émission télévisée Top à… . Il y retrouve Dalida avec qui il chante en duo Ciao ciao bambino, Come prima et Volare. Durant toute l'année, il est omniprésent à la télévision, participant quatre fois à l'émission de divertissement Cadet Rousselle. Au cours de l'enregistrement d'une de ces émissions, le 15 mars, il se retrouve en insuffisance respiratoire en raison de la déviation de la cloison nasale dont il souffre. Il est hospitalisé et opéré de toute urgence.

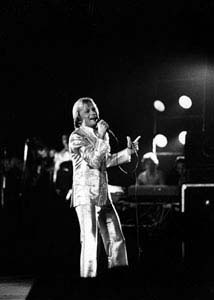
Claude François en 1976.

En juillet, à Marseille, lors du premier concert de sa tournée d'été, un fan éméché lui lance une canette de bière au visage. Blessé à l'arcade sourcilière, le chanteur doit jeter l'éponge au bout de trois quarts d'heure de spectacle.
En 1974, Claude François, déprimé, annonce dans le magazine Podium qu’il arrête définitivement les représentations sur scène. Il fait ses adieux les 11 et 12 janvier 1974, au Forest National de Bruxelles. Toutefois, ne supportant pas le fait d’être loin de la scène, il y revient en octobre 1974.
En septembre de la même année, il sort Le téléphone pleure, titre qui à l'origine était prévu pour Joe Dassin mais qui est repéré par Gérard Louvin, son nouveau directeur artistique. Le disque, qui s'écoule à plus d'un million d'exemplaires, est son plus grand succès,.
Le 15 décembre, Claude François chante devant 20 000 spectateurs survoltés au Parc des expositions de la porte de Versailles au profit de la fondation Perce-neige en faveur de l'enfance handicapée.
Le 30 juin 1975, le journaliste Yves Mourousi organise un concert de Claude François au profit de la recherche médicale, devant un public de 30 000 personnes rassemblées au Jardin des Tuileries à Paris. Claude François ne peut attaquer sa première chanson qu'au bout de dix minutes de hurlements frénétiques. Après divers débordements de ses admiratrices, le spectacle se termine par un feu d'artifice et sous une pluie de confettis et de ballons à l'effigie du chanteur. Ce sera son dernier concert dans la capitale. Le 17 décembre, il se produit au palais de l'Élysée pour le Noël des enfants et chante en duo avec le président Valéry Giscard d'Estaing.

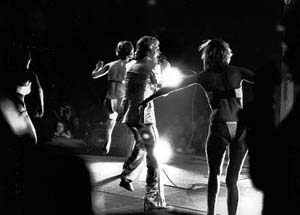
Sur scène avec les Clodettes en 1976.

En 1976, Claude François sort un album intitulé Pour les enfants de 8 à 88 ans, ainsi que les chansons Cette année-là et La Solitude, c'est après ; il enregistre ces titres en italien. Pour Antenne 2, il enregistre l'émission La bande à Cloclo, à laquelle il convie ses amis chanteurs et comédiens, et dont il est entièrement l'auteur. Diffusée le 11 juillet, elle conquiert un large public. En septembre 1976, à l'occasion d'un cocktail organisé pour le lancement du parfum Eau noire qu'il a créé, devant un parterre de quelque quatre cents invités, il arrive avec, au bras, Kathalyn Jones, sa nouvelle compagne, une Américaine blonde, rencontrée dans l'avion en juillet, au retour d'un voyage du chanteur aux États-Unis. Elle se rendait à Paris pour y faire des photos de mode. Cette année-là, il enregistre avec Martine Clémenceau le duo Quelquefois.
Durant l'année 1977, Claude François écoule de nombreux succès : Je vais à Rio, Toi et le Soleil, C'est comme ça que l'on s'est aimé, enregistré en duo avec Kathalyn Jones. Avec les chansons Magnolias for Ever et Alexandrie Alexandra, écrites par Étienne Roda-Gil, le chanteur affiche sa volonté de renouveler quelque peu son répertoire.

#### Diversification des activités de l'artiste

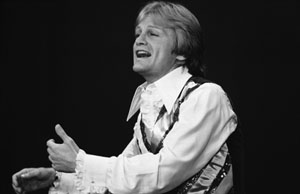
Claude François en 1976.

Parallèlement à ses activités de chanteur, Claude François diversifie ses activités vers la presse jeunesse et la presse de charme mais aussi créé une agence de mannequins et un parfum qu'il commercialise.
Le 1er juillet 1972, il rachète un fanzine toulousain, Podium, pour un million de francs, et l'installe dans l'hôtel particulier qui accueille déjà les bureaux de Flèche au 122, boulevard Exelmans. Le magazine mensuel devient en trois ans la plus grosse publication pour les jeunes. Tirant à 400 000 exemplaires au milieu des années 1970, il supplante même Salut les copains de Jean-Marie Périer dont Claude François, omniprésent directeur de la rédaction, a débauché l'assistant Gilbert Moreau.
En 1972 toujours, il crée aussi une agence de mannequins intitulée Girls Models, où il emploie Jean-Luc Brunel.
Son attirance pour les femmes l'amène à créer le 21 mai 1974 la revue de charme Absolu afin également de concurrencer des titres comme Lui ou Playboy dans la catégorie presse de charme,. Il photographie alors des femmes nues, « parfois mineures », sous le pseudonyme de François Dumoulin,. Il photographie aussi Brigitte Bardot à l'occasion de ses 40 ans. Il prend ses clichés érotiques au Moulin de Dannemois. Le ministère de l'Intérieur, qui a alors envisagé d'interdire le magazine, l'oblige à le vendre sous sachet afin qu'il ne puisse être feuilleté par les fans. Prenant en considération les craintes de ses proches qui redoutent que cette attitude ne nuise à son image, Claude François revend l'intégralité de ses droits sur le magazine, le 31 mars 1976,.
En septembre 1976, il lance son parfum, Eau noire composé à partir de vingt-cinq ingrédients.

#### Carrière internationale
Il arrive sur le marché anglais en 1976 avec l'adaptation anglaise de Le téléphone pleure (classé 35e au Top 40).
Pour ses titres, il s'adjoint la collaboration d'un imprésario britannique, Richard Armitage, et fait appel à Norman Newell et Roger Greenaway (en) pour réécrire en anglais plusieurs de ses chansons (Monday Morning Again, Love Will Call the Tune), ou pour composer des titres originaux (I'm Leaving for the Last Time, Keep On Driving).
En octobre 1977, il est la co-vedette d'une émission franco-britannique, tournée à Honfleur et Deauville, dans le Calvados, et présentée par le chanteur Cliff Richard. Il y interprète une adaptation en anglais de Chanson populaire (Love Will Call the Tune), My Boy (chantée en 1973 par Elvis Presley, laquelle est une adaptation de la chanson de Claude François Parce que je t'aime, mon enfant) et So Near and Yet So Far.

Le Royal Albert Hall à Londres.

Le 16 janvier 1978, il donne un concert au Royal Albert Hall à Londres devant 6 000 spectateurs. Il commence son spectacle par My Way qu’il doit bisser. Au terme de sa prestation, après huit rappels et avoir terminé par un solo de batterie déchaîné, il quitte la scène épuisé mais comblé. Les 3 et 4 février, il retrouve son public belge au Forest National, la plus grande salle de concerts de Bruxelles, puis à Charleroi, à Liège et à Wavre. Le 18 février, il participe à l’émission La Grande Parade sur RTL, présentée par Michel Drucker en direct de Lyon. Il donne ce qui sera son dernier concert le 24 février 1978 à Lyon.
Les 9 et 10 mars 1978, la BBC l’accueille dans ses studios suisses de la station de Leysin dans le canton de Vaud, pour y enregistrer Snowtimes, une émission spéciale qui doit être diffusée en deux parties : en mai 1978 et à Noël 1978 sur la BBC et qui constitue une nouvelle étape de sa carrière internationale. Avec les Clodettes, il enregistre ses dernières compositions : The Vagabond, Bordeaux rosé (chanson du groupe britannique Kaleidoscope), Alexandrie Alexandra le 9, Day Dreamer, une adaptation franco-anglaise du Mal-aimé, et deux versions de I Believe in Father Christmas (chanson de Greg Lake), une chanson inédite.
Le 10 mars au soir, à Paris, il accorde ce qui sera son dernier entretien, à l'apprentie journaliste Vera Baudey.

### Mort
Claude François meurt le 11 mars 1978, à 14 h 45, dans son domicile parisien, 46, boulevard Exelmans, d'un œdème pulmonaire provoqué par une électrocution accidentelle dans sa salle de bains alors qu'il prenait un bain,. Au moment où il redresse, en maniaque du détail qu'il était, l'applique électrique murale de travers située au-dessus de sa baignoire, ses doigts restent collés au cuivre, les fils électriques étant en partie dénudés,.
Ironie du sort, un électricien était venu le mardi matin précédent pour des problèmes électriques dans son appartement mais n'avait pu accéder à la salle de bains : il aurait fallu, pour l'atteindre, qu'il traverse la chambre dans laquelle dormait le chanteur, ce que sa secrétaire Françoise avait exclu pour éviter de le réveiller, aussi un autre rendez-vous avait-il été pris le 13 mars.
Malgré l'intervention de Kathalyn qui, protégée par des semelles en bois, arrache Claude François de l'applique, malgré la ventilation assistée des pompiers et le massage cardiaque d'un médecin, son cœur, qui s'est remis à battre, s'arrête au bout de deux minutes. Le pompier, le major Bernard Jacquinot, annonce la nouvelle à Kathalyn et à l'attachée de presse du chanteur. Claude François devait, dans l'après-midi, participer à l'enregistrement de l'émission Les Rendez-vous du dimanche, présentée par Michel Drucker. À 16 heures, la radio et la télévision annoncent sa mort par bulletin spécial. Sa disparition tragique soulève une grande émotion à travers la France,.
Le journal Libération titre le surlendemain « Claude François : a volté. Le chanteur préféré des moins de dix ans s'est électrocuté dans sa salle de bains » (l'expression « a volté » est un jeu de mots faisant allusion aux élections législatives du dimanche 12 mars).
Le 15 mars 1978, son nouveau 45 tours Alexandrie Alexandra arrive chez les disquaires, le jour même de ses obsèques qui ont lieu en l'église Notre-Dame-d'Auteuil à Paris, tandis que des milliers de fans pleurent à l'extérieur.
À la demande de ses proches, le chanteur est embaumé, à l'instar d'Elvis Presley, et vêtu d'un costume en velours bleu nuit et d'une simple chemise blanche, avant d'être enterré au cimetière de Dannemois dans le caveau familial.

## Vie privée

### Unions
Claude François épouse le 5 novembre 1960, à Monaco, la danseuse Janet Woollacott. Ils divorcent le 13 mars 1967.
Il entretient ensuite une relation amoureuse avec la chanteuse France Gall, de 1964 à 1967, et avec Annie Philippe, chanteuse également, en 1967. Il fréquente, de 1967 à 1972, Isabelle Forêt, mannequin et danseuse, puis Sofia Kiukkonen, mannequin également, de 1972 à 1976. À partir d'octobre 1976 jusqu'à sa mort, il vit en couple avec le mannequin Kathalyn Jones.
Exploitant les archives personnelles du chanteur, la journaliste Isabelle Catélan, devenue rédactrice en chef de Podium après la mort de Claude François, livre en 2018 des notes issues du journal intime du chanteur dans lesquelles celui-ci évoquait sa conception très libre du couple : « Je suis aujourd’hui bien plus volage que je ne l’ai jamais été, alors que quand j’étais plus jeune, j’étais beaucoup plus fidèle. Et même quand je suis fidèle, je suis volage car je suis fidèle à ma façon. C’est-à-dire que je suis fidèle avec l’esprit mais pas avec le corps ».

### Enfants
De son union avec Isabelle Forêt, naissent deux enfants : Claude François Jr., né le 8 juillet 1968 et surnommé « Coco » pendant son enfance, et Marc François, né le 15 novembre 1969.
Claude François dissimule pendant six années l'existence de son second fils, Marc, ne la révélant à la presse que le 23 juillet 1975. Selon lui, l'objectif était de le « protéger » des médias. Plusieurs témoignages avancent plutôt l'idée que Claude François a caché la naissance de ce second enfant pour protéger sa carrière en ne donnant pas à son public, notamment féminin, l'image d'un homme rangé. Cette hypothèse est confirmée par Josette, sœur de Claude François, lors d'un entretien en 2012. Sofia Kiukkonen, sa compagne de l'époque, indique en 2008 que l'artiste lui a caché l'existence de ce fils durant trois ans ; selon elle, « Claude François voulait conserver son image de séducteur, d'homme libre pour ses fans. Pour sa carrière. La seule chose qui comptait à ses yeux ». Après leur séparation, Isabelle Forêt s'installe à Théoule-sur-Mer puis à Pégomas. Les enfants sont scolarisés à l'Institut Stanislas de Cannes,.
D'après Fabien Lecœuvre, qui gère la communication et la carrière posthume du chanteur, huit personnes auraient prétendu être ses enfants naturels.
En janvier 1998, le magazine Voici annonce l'existence d'une fille cachée, Julie Bocquet, sans révéler son identité, ni son visage. Vingt ans plus tard, Julie Bocquet apparaît à visage découvert pour la première fois à l'occasion du quarantième anniversaire de la mort du chanteur, dans un documentaire intitulé Claude François le dernier pharaon (réalisé par François Pomès et diffusé sur la chaîne Paris première en février 2018), information reprise dans d'autres médias par la suite, dont Paris Match qui lui consacrera sa photo de couverture. Julie Bocquet, née sous X à Gand en Belgique le 15 mai 1977 et adoptée à l'âge de deux mois, serait issue d'une liaison qu'aurait eue le chanteur avec une adolescente âgée, selon les sources, de 13 à 15 ans,,. Julie Bocquet souligne que sa mère aurait affirmé au chanteur avoir 18 ans. Julie Bocquet dit avoir réalisé un test ADN en 2012 grâce à un mégot de cigarette de Claude François junior que lui aurait transmis un proche. En 2018, Fabien Lecoeuvre confirme que des tests ADN ont été effectués avec les deux fils de Claude François et qu'il est avéré qu’elle est bien la fille de celui-ci.

### Relations avec les femmes et les fans
Selon des rumeurs colportées par la presse, Claude François aurait couché avec 3 000 femmes durant sa carrière, y compris des fans « qui l’attendaient devant sa loge dans l’espoir que leur idole les remarque ». La journaliste Isabelle Catélan évoque un « artiste déifié, harcelé par ses fans, qu'il mettait aussi en scène dans Absolu, son magazine de charme »,. Selon elle, « il n'était pas le seul chanteur à coucher avec ses fans. D'autres, toujours en activité, le faisaient aussi. Mais lui a eu la naïveté d'en parler ».
En 2018, à l'occasion du 40e anniversaire de sa mort, les médias se focalisent sur son « attirance pour les jeunes filles »,, notamment après l'entretien donné par sa fille, Julie Bocquet, dont la mère était mineure au moment de la naissance,,,.
Dans un entretien acordé à la RTBF dans les années 1970, Claude François évoque ses fans et le type de femmes qu'il aime et trouve dans son public. Il déclare notamment : « J’aime jusqu’à 17-18 ans, après je commence à me méfier. Bien sûr, j’ai des aventures au-delà de 18 ans, heureusement, mais après 18 ans je me méfie, parce que les filles commencent à réfléchir, elles ne sont plus naturelles, ça commence même quelquefois avant. Et puis, on retrouve cette forme humaine et équilibrée après une bonne trentaine d’années. Il y a une espèce d’horrible moyenne entre 18 et 30 ans »,.

### Caractère
La journaliste Isabelle Catélan décrit le chanteur comme un « personnage obsessionnel, maniaque, colérique mais aussi généreux, « bipolaire » ». Il est dépeint par des proches, Prisca (ancienne clodette) et Vline Buggy, comme quelqu'un ayant mauvais caractère, exigeant, caractériel, perfectionniste, travailleur, intelligent, doué, hypersensible et élégant, qui savait aussi s’excuser et se faire pardonner.
D'autres, selon le magazine Marianne, le désignent comme un individu au comportement « jaloux », « maladif », « paranoïaque » et « tyrannique ». Le magazine relate son comportement envers ses différentes compagnes, notamment son épouse Janet Woollacott, qu'il enferme « à clé [dans leur chambre de bonne], punie d’avoir souri à d’autres hommes en public »,,. Juste après l'annonce de la victoire de France Gall au concours Eurovision de la chanson 1965, il fait savoir à celle-ci qu'il la quitte alors qu'elle doit retourner sur scène interpréter sa chanson. Sa sœur Josette mentionne que pour le chanteur, sa compagne idéale « devait se rendre toujours disponible », « arrêter toute activité professionnelle et ne pas se mêler de la sienne ».
« Vrai despote » à l'égard de son entourage, il lui arrive de mettre ses musiciens, ses techniciens et ses salariés à l'amende et d'être humiliant, injurieux et parfois violent, allant jusqu'à les frapper pour « une fausse note, un défaut dans leur mise, un spot mal réglé, une brosse oubliée ». Certains salariés sont même licenciés à plusieurs reprises avant d'être rappelés quelques jours plus tard,. Exaspéré par les retards de la danseuse Ketty Sina aux répétitions des Claudettes, le chanteur s'exclame : « tu pourrais retourner sur ton cocotier ». Interrogée un demi-siècle plus tard, Ketty Sina ne voit dans la phrase aucune connotation raciste.

## Affaire judiciaire et faits divers

### Accusation de plagiat
En 1972, il a un différend avec Robert Lamoureux, qui avait écrit le texte de la chanson Viens à la maison. Claude François interprète alors une chanson portant le même titre. Robert Lamoureux et le compositeur Henri Bourtayre (le père de Jean-Pierre Bourtayre) portent plainte pour plagiat et obtiennent gain de cause. Claude François adopte finalement le titre Y'a le printemps qui chante (Viens à la maison).

### Fraude fiscale
Le 4 avril 1973, les journaux mentionnent l'inculpation de Claude François pour fraude fiscale. La direction générale des Impôts lui reproche d'avoir dissimulé pendant trois ans ses bénéfices personnels ainsi que les profits de deux sociétés de production et de ventes de disques dont les dirigeants sont sa sœur et son beau-frère, tous deux étant précédemment inculpés de complicité. Le 24 juin, il est condamné à huit mois de prison avec sursis et 25 000 francs d’amende. Il doit également s'acquitter d'un arriéré d’impôts de quelque 500 000 francs.

### Faits divers
Le 24 juin 1973, une dépendance de sa propriété de Dannemois est la proie d’un incendie. Sont présents Isabelle et leurs deux enfants. Grâce à l'intervention des jeunes du village, tous les occupants sont évacués. Claude François, qui est en tournée, ne se rendra compte des dégâts que quelques jours plus tard. Il est d'autant plus persuadé que l'incendie est d'origine criminelle qu'un cocktail Molotov a été jeté dans ses bureaux du boulevard Exelmans au début du mois. L'affaire ne sera jamais tirée au clair,.
Le 5 septembre 1975, il est la victime collatérale d’un attentat à l’hôtel Hilton de Londres (en), revendiqué par l'IRA provisoire et qui fait deux morts et 63 blessés. Il doit la vie à une cliente qui, étant devant lui, le protège involontairement de la déflagration d’une première bombe cachée sous une table. Il en réchappe mais avec les tympans crevés.
Le 25 juin 1977, il enregistre une émission télévisée avec Michel Sardou et y présente sa fiancée, Kathalyn Jones. Le tournage terminé, passé minuit, il file, sur l'autoroute du Sud, vers sa résidence de Dannemois avec sa compagne, son chauffeur, son habilleuse et une programmatrice d'Europe no 1. Il double une voiture, qui n'apprécie pas et le double à son tour, et ainsi de suite. Lors du dernier dépassement, il fait une queue de poisson à l'autre voiture, qui une dernière fois le double et se perd dans le noir. À quelques kilomètres du village, la voiture, qui les attend, reprend Claude François en chasse. À près de 230 km/h, celui-ci essuie plusieurs coups de feu (pneu crevé, feux brisés, carrosserie trouée, une balle se loge même dans le tableau de bord). Les tireurs abandonnent lorsque le chanteur s'engage dans la petite route qui mène au moulin. Le chanteur et ses passagers s'en sortent indemnes,. Quelques jours plus tard, les auteurs des coups de feu sont retrouvés : ils étaient fichés au grand banditisme.

## Patrimoine et héritage

### Succession
Alain-Dominique Perrin, homme d'affaires établi, alors PDG de Cartier et l'un des amis du chanteur disparu, est nommé exécuteur testamentaire. Chargé d'apurer les dettes (15 millions de francs) et de gérer l'héritage, le temps que Claude Jr et Marc François soient majeurs, il met plusieurs années à redresser les finances et doit vendre pour ce faire le moulin de Dannemois et le magazine Podium. En mai 1978, le matériel de scène et des vêtements (chemises, costumes) avaient d'ailleurs été rapidement vendus aux enchères. En mars 1982, 3 500 bouteilles de la cave du chanteur sont à leur tour vendues aux enchères à Drouot pour un total de 570 000 francs.
L'ancien moulin de Dannemois est aujourd'hui partagé entre un musée et un club qui reçoit des chanteurs de l'époque. Sur le sol du hall parsemé d'étoiles et sur les poignées de portes de la partie américaine du moulin, dessinées par Claude François, on peut lire les initiales « CF ».

### Droits d'auteurs
Le chiffre d'affaires de Jeune Musique SA (une quarantaine de chansons, dont Comme d'habitude, sa version anglaise, My Way, Alexandrie Alexandra et Magnolias For Ever) oscille entre 500 000 et 1 million d'euros. Il existe plusieurs dizaines de versions de Comme d'habitude, et plusieurs centaines de reprises de My Way, la version anglaise, dont Claude François est le coauteur (en français), le co-compositeur et le coéditeur. My Way, à lui seul, génère un chiffre d'affaires annuel de 1 million d'euros, partagé entre tous les ayants droit.
Dans un premier temps, Coco, le fils aîné de Claude François, installé aujourd'hui à Bruxelles, et Marc François touchent un seizième des droits d'auteurs provenant des titres du catalogue de Jeune Musique SA. En revanche, ils ont cédé le catalogue d'Isabelle Music (Chanson populaire, Viens à la maison, etc.) au début des années 2000, à EMI.
Marc François cède par la suite ses parts dans Jeune Musique SA à son aîné. En échange, il devient le seul propriétaire de l'hôtel particulier parisien de leur père.
Fin novembre 2009, en association avec un groupe d'investisseurs comportant notamment Xavier Niel, le label français Because rachète Jeune Musique SA à Coco, qui conserve néanmoins une participation minoritaire.

## Discographie
La discographie de Claude François comporte un peu plus de 450 titres enregistrés entre 1962 et 1978 (près de 500 chansons avec les versions en public), dont 185 titres adaptés de chansons étrangères. Le chanteur a commercialisé au moins 363 chansons dont 59 en langue étrangère. Une cinquantaine de titres sont restés à l'état de maquettes inédites.
Sa discographie en langue étrangère comporte des titres en anglais, en italien, en espagnol et en japonais.
À l'origine, Claude François a eu deux maisons de disques : Philips (1962-1966) et Flèche (1967-1977). En 1977, à la suite de difficultés financières, il revend 52 titres de sa maison de disques Flèche de 1972 à 1975 à CBS, et signe un contrat pour ses disques en cours avec Claude Carrère. Son contrat avec Carrère reprend des titres édités par Flèche depuis 1976. La discographie de la période 1962-1966 reste la propriété de Philips.
Depuis sa mort, l'ensemble de sa discographie se partage entre trois majors du disque : Universal (ex-Philips) pour les titres de 1962 à 1972, Sony-BMG (ex-C.B.S.) pour la période 1972-1975 et Warner (ex-Carrère) pour 1976-1978.

### Discographie française
Claude François a édité 27 albums de 1962 à 1978.

### Adaptations par des artistes étrangers
Quatre chansons originales en français de Claude François ont été adaptées en langue étrangère, dont trois en anglais :
- Comme d'habitude : My Way, adapté par Paul Anka et popularisé notamment par Frank Sinatra et Elvis Presley ;
- Comme d'habitude : adapté en italien sous le titre La mai via par Andrea Lo Vecchio pour Fred Bongusto en 1971[117] et sous le titre A modo mio par Andrea Lo Vecchio pour Patty Pravo en 1972[118].
- Parce que je t'aime mon enfant : My Boy, adapté par Phil Coulter et Bill Martin, chanté par l'acteur Richard Harris (1971)[119] et par Elvis Presley (1973)[120] ;
- Plus rien qu'une adresse en commun : Do I Love You, adapté et chanté par Paul Anka[121] ;
- Le téléphone pleure : adapté en italien sous le titre Piange il telefono par Domenico Modugno en 1975.

### Discographie étrangère
Claude François a enregistré près de 60 chansons en anglais dont une dizaine sont restées des essais (voire des maquettes de chansons qu'il allait adapter en français), une vingtaine en italien, quatre en espagnol, une en arabe et une en japonais (voir Discographie étrangère).

### Ventes de disques
Selon ses enfants, il a vendu 61 millions de disques (35 millions de son vivant et 26 millions depuis sa mort). Toutefois, d'après l'émission Ca s'en va et ça revient de France culture, ces chiffres sont gonflés pour des raisons marketing : le chanteur aurait en réalité écoulé 20 millions de disques de son vivant, et 6 millions depuis sa mort. En 2008, le journal Libération avait déjà contesté le chiffre de 61 millions de disques vendus.
Selon une estimation réalisée sur une période couvrant les ventes par artiste de 1955 à fin 2009, Claude François est le cinquième plus gros vendeur de disques en France, derrière Johnny Hallyday, Michel Sardou, Jean-Jacques Goldman et Sheila.

### Chansons préférées des Français
Selon un sondage de 2003, les cinq chansons de Claude François préférées des Français sont :
1. Belles ! Belles ! Belles ! ;
2. Comme d'habitude ;
3. Cette année-là ;
4. Alexandrie Alexandra ;
5. Le Lundi au soleil.

Entre 1972 et 1978, 16 titres de Claude François ont été classés « numéro 1 » au hit parade de RTL, dont notamment Le Lundi au soleil, Chanson populaire, Le Mal-Aimé, Le Téléphone pleure, Magnolias For Ever et Alexandrie Alexandra.

## Style

### Interprète et musicien
Claude François est avant tout un interprète. Il ne compose et n'écrit que très peu de chansons mais elles sont un indice de ses préoccupations personnelles. Dans la première partie de sa carrière, comme tous les chanteurs français de sa génération, il fait surtout des adaptations en français de titres américains ou anglais, ceux-ci n'étant pas diffusés ou étant tout simplement cédés directement à l'exportation pour adaptation. Dans une étude musicale qui est consacrée au chanteur, le philosophe Philippe Chevallier note que dans ses adaptations, Claude François sait « repérer les forces et les faiblesses d’une chanson », la modifier avec ses arrangeurs et « la dynamiser », permettant « souvent [que] les adaptations soient meilleures que l’original », à l'exception notable des reprises de la Motown qu'il ne peut au mieux qu'égaler. Pour le pianiste de jazz, René Urtreger, évoquant les chanteurs des années 1960, Claude François « était le plus professionnel de tous. Il avait du respect pour la musique […], ceux qui chantaient juste, ceux qui jouaient juste [et] détestait par-dessus tout l'amateurisme ».
Après une période où ses chansons sont celles de la pop musique anglo-américaine teintée de jazz (1963-1965), Claude François se tourne vers la musique soul (1967-1970), où les textes et la musique qu'il adapte gagnent en agressivité, ainsi Reste, chauffée aux cuivres et aux tambourins. Dans les années 1971-1973, ce sont des chansons de charme qui prédominent, marquées par le retour de la voix et de la mélodie tandis que durant la dernière période (1974-1978), il enchaîne des titres marqués par un tempo secoué par le rythme du funk, du reggae, de la country rock, de la bossa nova et enfin du disco.
Parmi les chansons qu'il a composées lui-même — seul ou en collaboration — il y a : Geordie (1965), Mais combien de temps (1966), Comme d'habitude (1967), Dans les orphelinats (1968), Le Magicien (1969), Seule une romance (1971), En attendant (1972), Dors petit homme (1976). Généralement, Claude François préfère faire appel à des paroliers qui lui écrivent un texte sur mesure. Parmi eux, Vline Buggy, qui fut la première et à laquelle il resta attaché puis, plus tard, Gilles Thibaut, Eddy Marnay, Jean-Michel Rivat, Michèle Vendôme, Yves Dessca (lequel devient producteur de Gloria Gaynor), Jacques Plante, Pierre Delanoë, Jean-Loup Dabadie (Je danse en 1971 et Nina nana en 1972), mais aussi Norman Newell pour la traduction de ses chansons en anglais. En 1977, il marque sa volonté de donner un sens plus pointu à son répertoire en sollicitant Étienne Roda-Gil.
Ses références sont souvent celle de la Motown, en particulier le compositeur Lamont Dozier, associé aux frères paroliers-producteurs Brian & Eddie Holland. Jean-Pierre Bourtayre, s'inspirant des sources de la Motown, lui compose ses plus grands succès. Claude François fait également appel à divers compositeurs étrangers comme le Suisse Patrick Juvet pour le titre Le Lundi au soleil et le Britannique Roger Greenaway pour des titres en anglais, mais aussi et surtout à des auteurs-compositeurs français comme Éric Charden (Mais quand le matin, Aida), Alice Dona (C'est de l'eau, c'est du vent, Un peu d'amour, beaucoup de haine, Gens qui pleurent, gens qui rient), Alain Le Govic (plus connu sous le nom d'Alain Chamfort), Jacques Revaux (Comme d'habitude) et plus exceptionnellement Serge Gainsbourg (Hip Hip Hip Hurrah en 1967) ou Didier Barbelivien (Dimanche après-midi et Mandy en 1976).
Son sens de la précision lui fait modifier toutes les partitions et paroles qui lui sont présentées. L'exemple le plus connu est celui de Comme d'habitude. Autre exemple, la modification du titre de Belles ! Belles ! Belles !, que Vline Buggy avait initialement intitulé Rien rien rien (Belles ! Belles ! Belles ! est une adaptation d'un morceau des Everly Brothers intitulé Made To Love).

### Concerts
Claude François s'est produit 1 188 fois sur scène (entre le 18 décembre 1962 et le 24 février 1978, date de son dernier concert, au palais d'Hiver de Lyon) et est apparu 313 fois à la télévision (France, Belgique, Canada, Italie, Espagne, Angleterre, Suisse) du 21 janvier 1963 au 10 mars 1978.
Sa maison de disques Flèche et le journal Podium font découvrir de nouveaux talents comme Alain Chamfort et Nicolas Pinelli, ce dernier assurant la première partie de nombreux concerts de Claude François à travers la France, la Belgique et la Suisse.

#### Les Claudettes

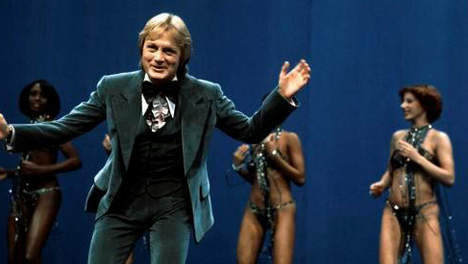
Claude François et les Claudettes en 1976 (photo colorisée).

Les Claudettes ou « Clodettes » sont les célèbres danseuses de Claude François ; les premières à avoir dansé en petite tenue devant les caméras de la télévision française. L'artiste s'est directement inspiré de formations américaines et chorégraphies telles que celles des Ikettes, danseuses de Ike et Tina Turner.

#### Les Fléchettes
Catherine Welch, Francine Chantereau, Martine Latorre et Dominique Poulain furent les choristes attitrées de Claude François sous le nom de groupe Les Fléchettes.

## Perception

### Couverture médiatique
Claude François a fait la couverture de 219 magazines de son vivant et de 186 autres entre mars 1978 et mars 2006 et a été l'objet de 73 livres et biographies depuis sa mort.

### «Le mal-aimé» de la presse d'opinion
En dépit de son succès auprès du grand public et du soutien de la presse populaire, Claude François a longtemps été peu apprécié par la presse d'opinion et par une certaine élite intellectuelle lui reprochant les paillettes, le strass sur ses costumes et dans ses spectacles, ses danseuses court-vêtues et le peu de profondeur de ses chansons, outre sa voix nasillarde,,.
Concernant la presse d'opinion, l'écrivain et philosophe Philippe Chevallier affirme que « dans le domaine de la chanson populaire, [il n'y a] pas de chanteur plus méprisé par les faiseurs de culture » que Claude François, notant que, « de Claude Sarraute dans les colonnes du Monde en 1964 à Marcela Iacub en 2012 dans celles de Libération, les attaques furent sans pitié. » Ainsi, en mars 1988, les journalistes Richard Cannavo et Marc Robine prédisent, dans deux articles de la revue Paroles et Musique, son « effacement prochain des mémoires », estimant au passage que pour les « amateurs de bonnes chansons », le chanteur ne serait qu'un « pantin dérisoire et gesticulant », dont le temps efface ou a déjà effacé la voix et les refrains « stupides », « sans rimes ni raisons »,,.
En avril 2012, dans une analyse psychologique du film Cloclo, Marcela Iacub rejette l'implication véritable de Claude François dans la composition musicale de My Way (seule la musique est commune à Comme d'habitude et à son adaptation en anglais) pour faire de la carrière artistique du chanteur une imposture, voire une escroquerie, et assimiler ce faisant sa mort à un suicide inconscient.
Pour l'écrivain et musicien Olivier Delavault, auteur du Dictionnaire des chansons de Claude François, « des milliers de gens ont toujours été persuadés que Claude François n'a chanté pendant quinze ans que des bluettes à deux sous » mais « il n'est pas exagéré de dire qu'un vaste public est passé à côté d'un artiste complet ».
En 2018, le chroniqueur culturel du journal Le Figaro note cependant que « s'il en est un qui mérite le titre de chanteur de variétés avec un grand v, c'est bien Claude François » et s'il a été « longtemps dénigré par la critique musicale, le chanteur mal-aimé aura su, en seize ans de carrière, s'adapter avec bonheur à la vague yé-yé, à la musique de variétés et enfin à la mode du disco », trouvant finalement plusieurs thuriféraires ou admirateurs y compris chez des intellectuels de gauche (Jean-Luc Godard, Gilles Deleuze),.
Philippe Chevallier souligne qu'au contraire des journalistes, essayistes et critiques de la presse d'opinion, le professionnalisme de Claude François était depuis longtemps reconnu chez les professionnels de la chanson, les musiciens, les techniciens du son et les producteurs.

### Postérité
Selon Bertrand Dicale, Claude François de son vivant « cristallisait beaucoup de passions et de hargne – trop de paillettes, trop de filles, trop de succès, trop de télévision », même après sa mort, mais que son image et son répertoire ont été réévalués dans les médias, surtout à partir des années 1990, réconciliant la France de Guy Lux et des Carpentier avec celle de Jacques Chancel.
Le développement réussi de cette carrière posthume doit beaucoup à la gestion consciencieuse de son patrimoine artistique par ses fils mais aussi à la gestion de son image par Fabien Lecœuvre, qui parvient en quelques années à faire de Claude François une référence branchée, effaçant sa relative ringardisation des années 1980, commune à plusieurs chanteurs de variété des années 1970. Assimilé à une icône populaire, comme peuvent l'être dans leur genre le paquebot France ou le Concorde, il est devenu un symbole de la France des années 1960 et 1970 et pour certains, le souvenir d'une jeunesse insouciante. Certains événements accompagnent d'ailleurs cette permanence de la présence de Claude François dans les médias comme le roman Podium de Yann Moix en 2002 et son adaptation cinématographique en 2004, l’album hommage de reprises par notamment Jeanne Cherhal et Élodie Frégé en 2008 ou encore le biopic film de Florent Emilio-Siri en 2012.
Lors des quarante ans de la mort du chanteur, le patrimoine musical du chanteur est pour la première fois rassemblé dans un coffret intégral en 20 CDs. Pour Bertrand Dicale, l'édition de ce coffret peut être « assimilé(e) à un signe de respectabilité, mais aussi d’entrée dans l’histoire », soulignant « que Claude François n’a peut-être pas été suffisamment réévalué au cours des dernières décennies » et que maintenant « le personnage historique prend le pas sur l’idole ». Dans le Nouvel Obs, le journaliste Fabrice Pliskin note ainsi que Claude François « occupe une place immense dans l'histoire sentimentale de la France » et propose même une lecture politique de son répertoire en le présentant comme un « COcardier-COsmopolite », « chanteur populaire d'une identité migrante, impure, ouverte ». Dans Le Figaro, la journaliste Lena Lutaud mentionne que « depuis sa mort, le chanteur reste dans les cœurs mais [que] toutes les tentatives pour maintenir un business autour du personnage ne sont pas des succès ». Elle souligne que si le chanteur vend encore environ 80 000 disques par an (selon Fabien Lecoeuvre), que l'album de reprises de ses chansons par Matt Pokora a été un « triomphe », que son moulin reçoit entre 7 000 et 12 000 visiteurs par an et que le documentaire Claude François la revanche du mal-aimé, diffusé en prime time sur France 3 en février 2018, a encore attiré plus de deux millions de téléspectateurs. En revanche, la comédie musicale de 2003 consacrée au chanteur a déçu, tout comme le spectacle Hit Parade qui, en 2017, le faisait revivre sur scène via un hologramme aux côtés notamment de Mike Brant et Sacha Distel. Preuve que cette industrie post mortem connaîtrait des hauts et des bas, le report sine die de la croisière en Méditerranée consacrée à Claude François ainsi que le report du nouveau spectacle musical qui lui était dédié. Son fils, Claude François Junior, mentionnant notamment cet article de Lena Lutaud, souligne diverses erreurs et approximations qu'il contiendrait et déclare sentir, « sur cet anniversaire une espèce de vent contraire, où d'un seul coup quelqu'un a ouvert une porte, et que tout le monde s'autorise à dire du mal ».

## Hommages

### Hommages musicaux
- En 1978, un 45 tours Adieu Cloclo, enregistré par des fans, est mis en vente[146].
- En 1979, Michel Sardou chante Je ne suis pas mort, je dors, chanson implicitement dédiée, selon Marie-Christine Pouchelle, au chanteur disparu l'année précédente[147].
- En juin 1980, Alain Turban sort un 45 tours sous le nom de « Allain » avec, en face A, Et je t'aime et, en face B, une chanson en hommage à Claude François, Tout le monde a pleuré, avec un texte composé des titres de chansons de Cloclo.
- En 1981, Didier Barbelivien, Jean-Claude Petit et Humbert Ibach composent une chanson intitulée Je me souviens en hommage à Claude François et interprétée par Karen Cheryl[148].
- Johnny Hallyday confie, en 1985, avoir enregistré la chanson Le Chanteur abandonné en pensant à Claude François[149].
- En novembre 2003, a lieu à l'Olympia la première de Belles belles belles, comédie musicale rendant hommage aux titres de Claude François. Créée par des collaborateurs du chanteur (Daniel Moyne, Jean-Pierre Bourtayre et Gérard Louvin), cette 1re comédie musicale juke-box française rassemble 23 tubes de l'interprète.
- En mars 2008, des artistes dont Jeanne Cherhal, Vincent Baguian, Alain Chamfort, A.S. Dragon, La Grande Sophie, Adrienne Pauly et Elodie Frégé rendent hommage à Claude François en reprenant ses chansons dans un album intitulé Autrement dit (Mercury/Universal) alors que sort un disque de ses chansons reprises en japonais. En juillet 2008, les Francofolies de La Rochelle programment un hommage à Claude François, où une douzaine d'artistes, dont Arthur H, Didier Wampas, Christophe Mali, Jean Guidoni, Marka, Sacha Toorop, recréent le dernier concert de février 1978 du chanteur à Lyon et interprètent ses chansons[150].
- En 2016, M. Pokora, sur l'album My Way, reprend plusieurs succès de Claude François.

### Hommages mémoriels
- Le 11 mars 2000, lors du 22e anniversaire de sa mort, une place Claude-François est inaugurée à Paris, boulevard Exelmans, dans le 16e arrondissement, au pied de son ancien domicile parisien[28]. Plusieurs rues sont baptisées de son nom dans d'autres communes de France, notamment à Montpellier et aux Herbiers.
- En 2005, une rue d'Ismaïlia (Égypte), sa ville natale, est baptisée en son honneur.
- Le 14 mars 2015, une plaque commémorative est apposée sur la façade du 46, boulevard Exelmans dans le 16e arrondissement de Paris où le chanteur a vécu pendant 15 ans et où il est décédé. Étaient présents ses fils, le maire du 16e arrondissement, la compositrice Vline Buggy, l'animateur radio André Torrent, le biographe officiel Fabien Lecœuvre, ainsi que les Clodettes, les Fléchettes, des collaborateurs de Claude et des fans[151].
- Pour les 40 ans de sa mort, une messe de suffrage est célébrée pour le chanteur en l'église d'Auteuil de Paris en présence de sa famille, de ses proches et de quelques centaines d'admirateurs[152].

Quelques exemples
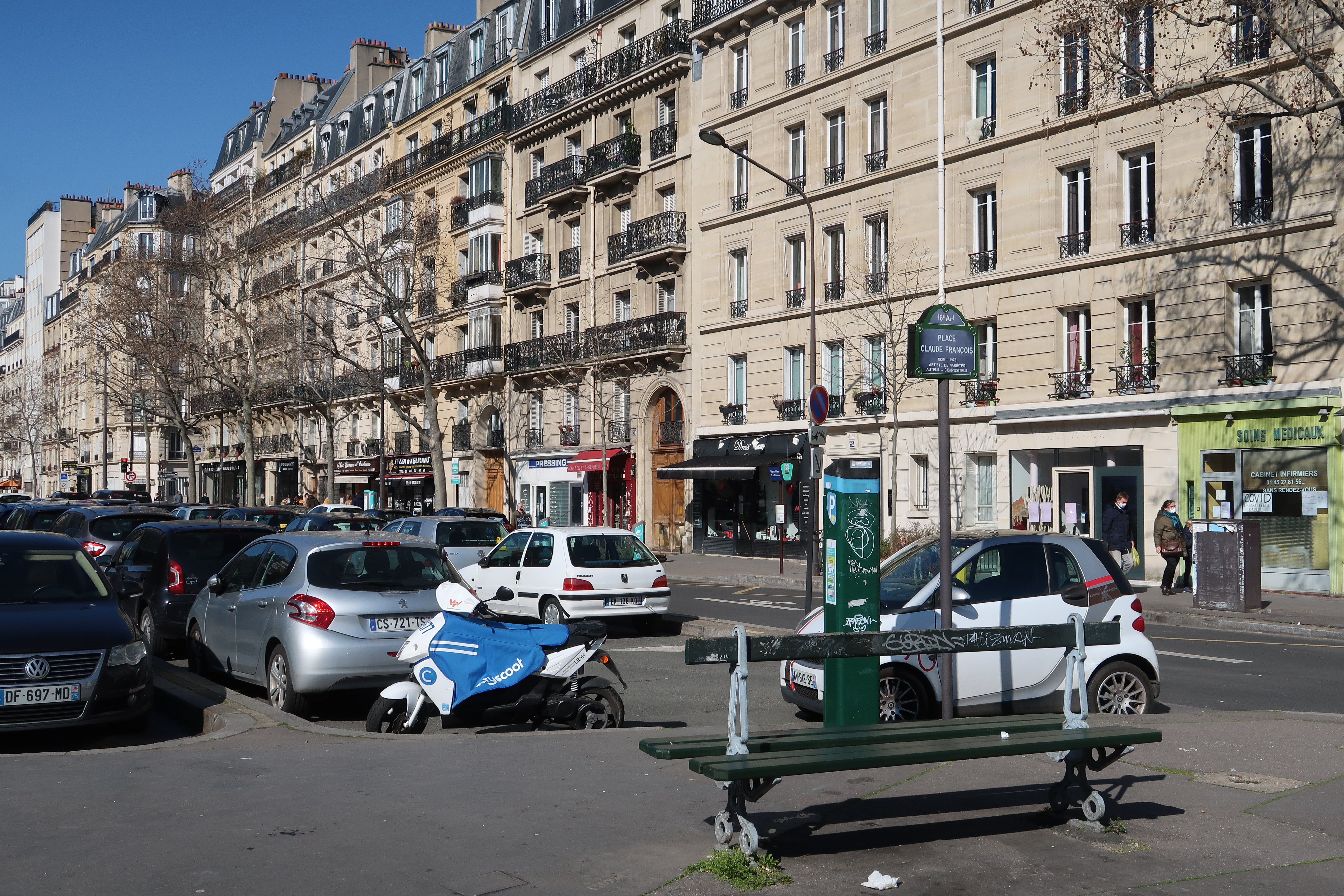
Place Claude-François à Paris XVIe[153].
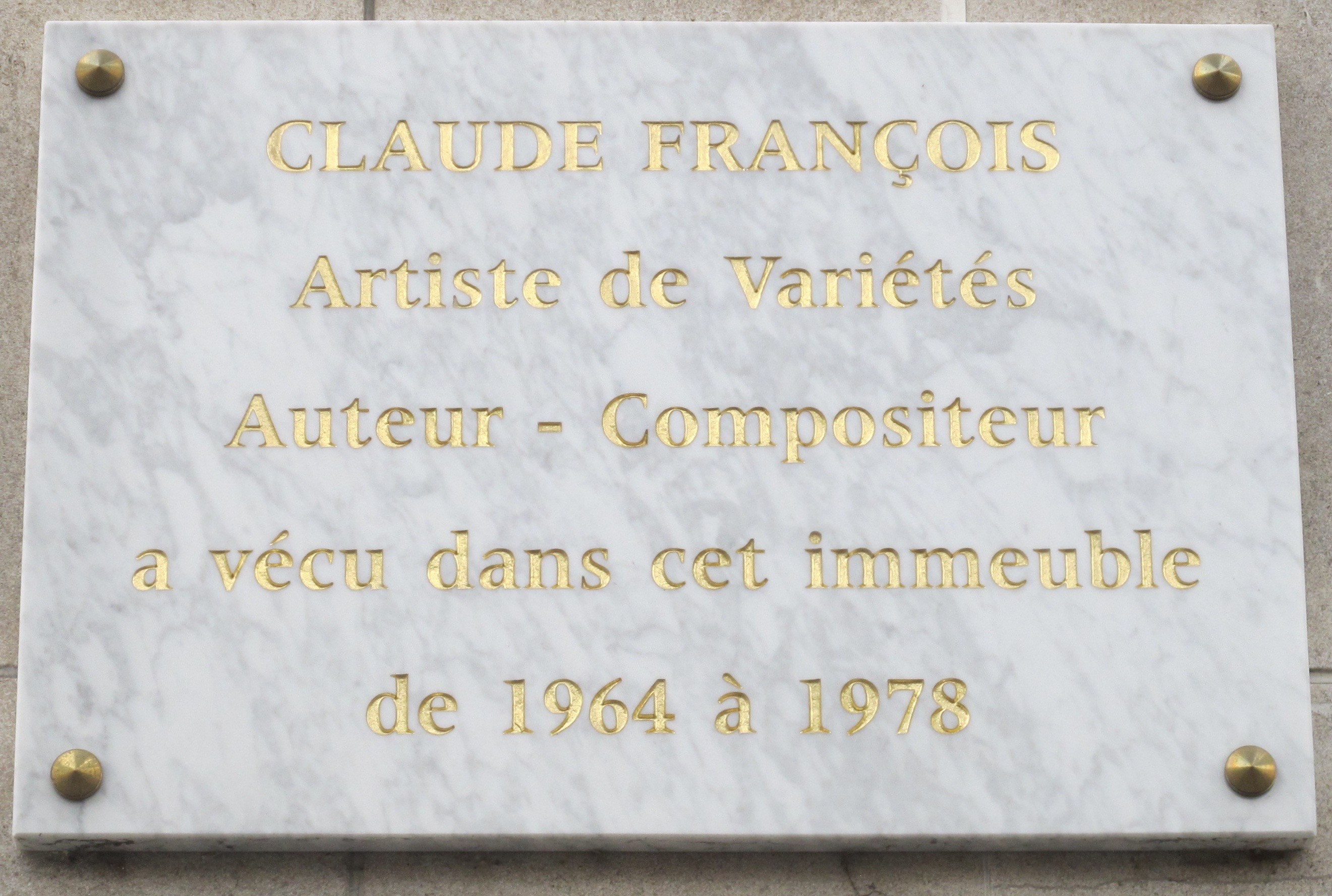
Plaque au 46, boulevard Exelmans (Paris XVIe).
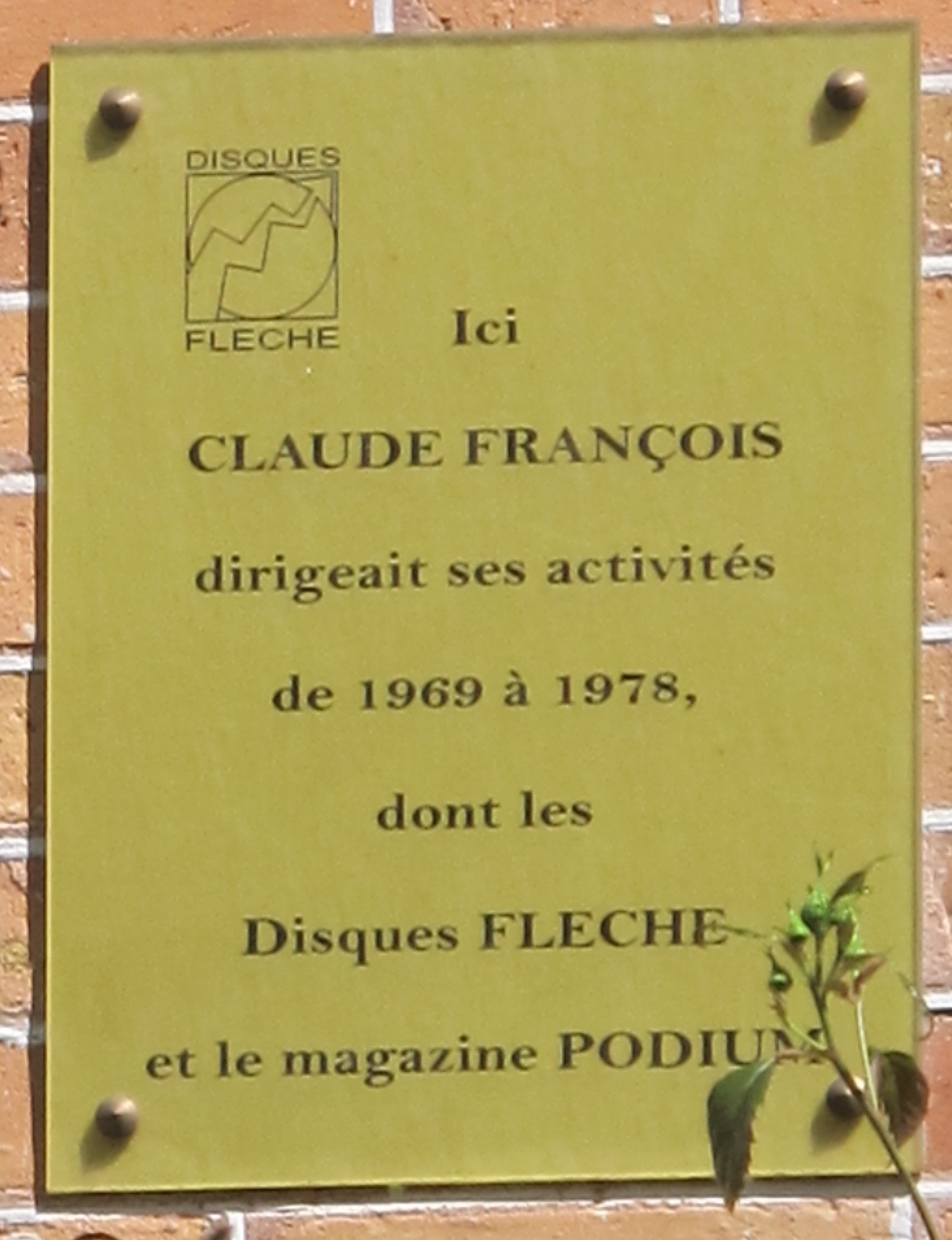
Plaque au 122, boulevard Exelmans.
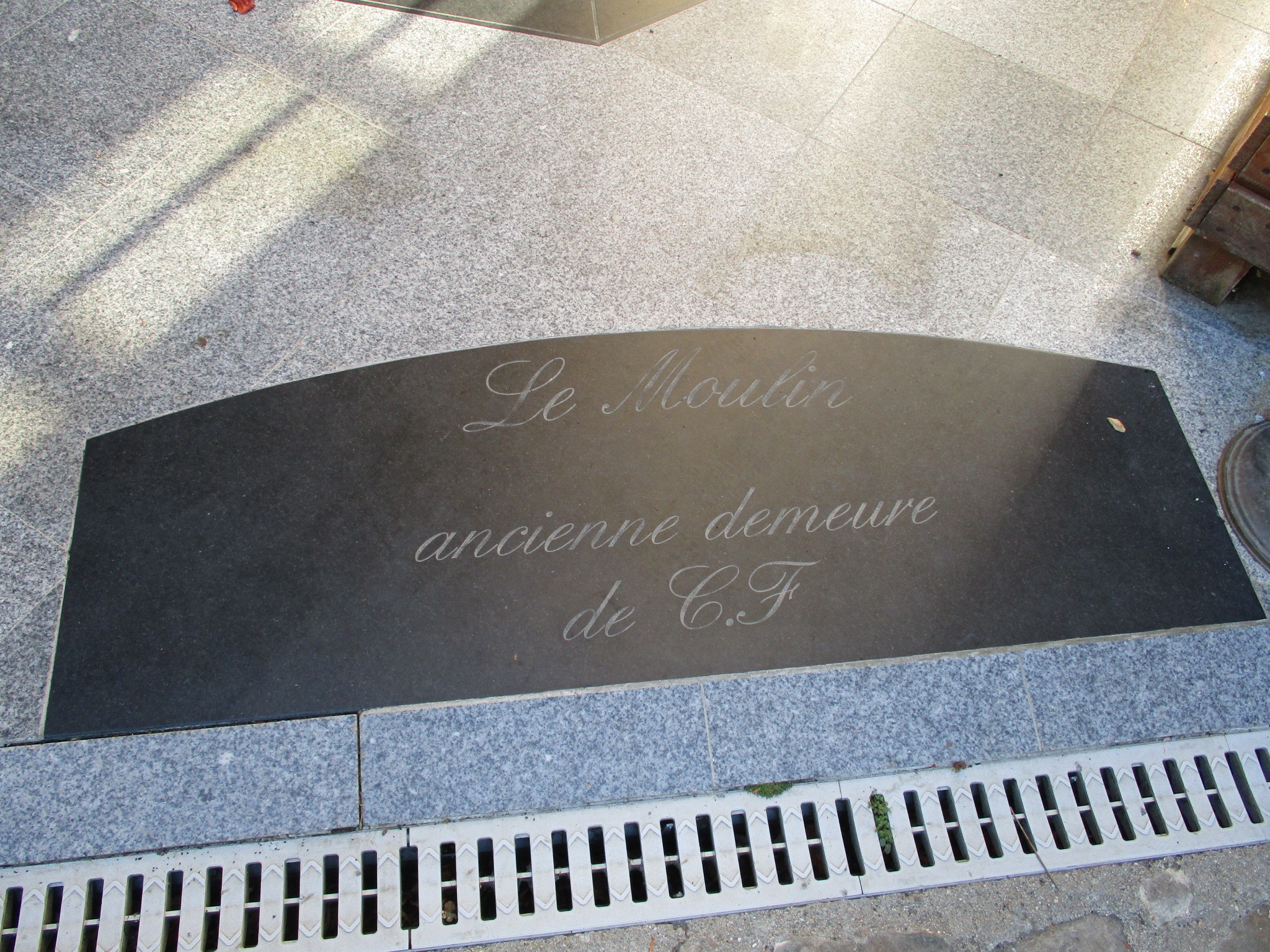
Plaque commémorative au moulin de Dannemois.
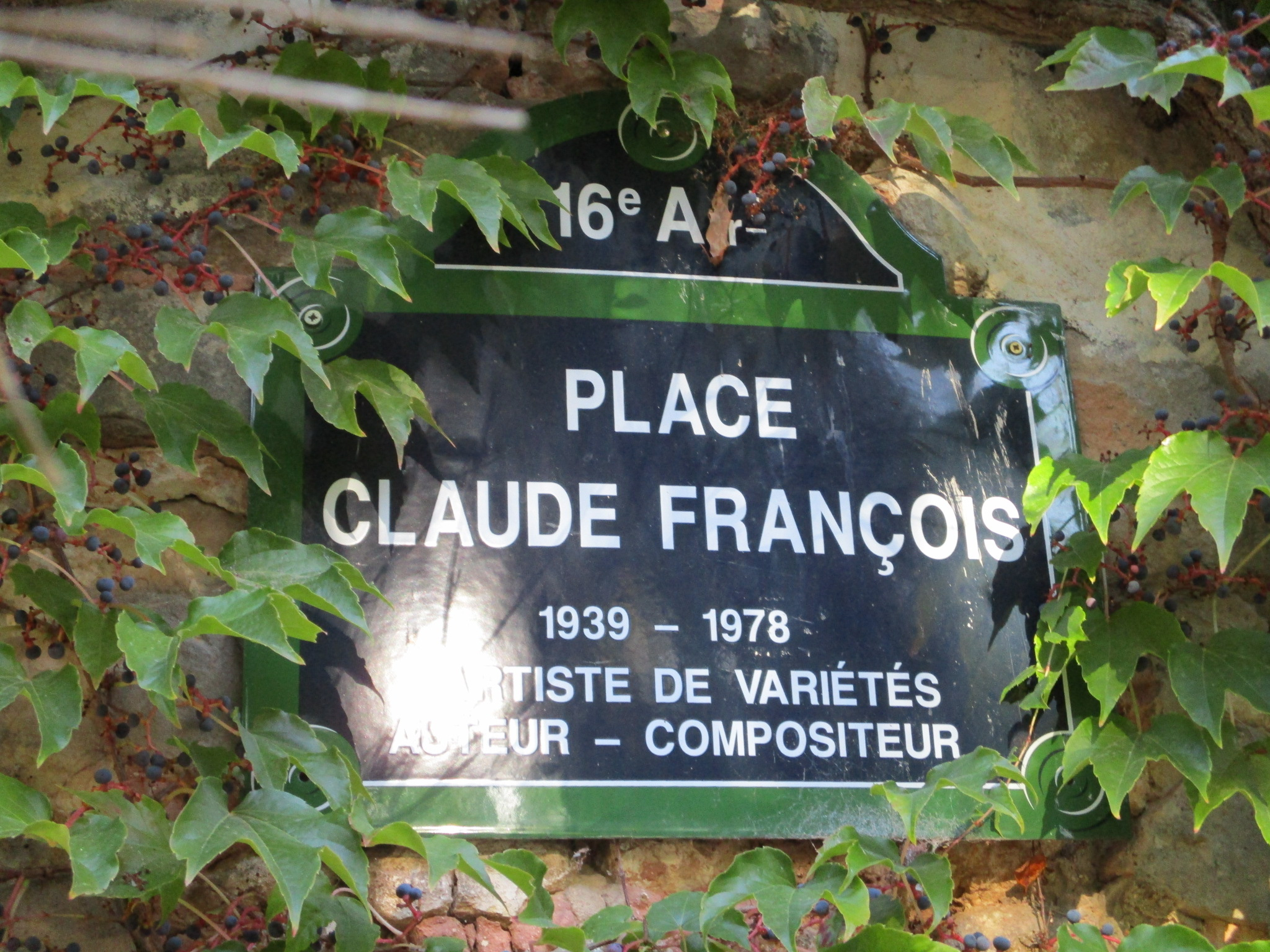
Plaque de rue parisienne installée au moulin.

## Filmographie

### Cinéma
- 1977 : Drôles de zèbres, film de Guy Lux : apparition dans son propre rôle.

### Hommages au cinéma
- 1979 : Claude François, le film de sa vie, film documentaire de Samy Pavel.
- 2004 : Podium, film de Yann Moix sur les sosies de Claude François, avec Benoît Poelvoorde.
- 2012 : Cloclo, biopic de Florent Emilio-Siri avec Jérémie Renier.

### Télévision
- 1964 : L'été frénétique, documentaire de Claude Vernick.
- 1966 : Cendrillon - Si Perrault m'était conté (saison 1, épisode 2) (10 janvier 1966)

## Principales émissions télévisées

### De son vivant
- 1964 :
  - 16 millions de jeunes - reportage diffusé le 5 novembre 1964
- 1967 :
  - Discorama - émission de Denise Glaser diffusée le 7 mai 1967
  - Ça c'est Claude François - émission de Jean-Christophe Averty diffusée le 27 mai 1967
- 1968 :
  - Georges De Caunes reçoit
  - Studio 102 - 3 émissions présentées par Claude François et diffusées le 28 janvier, le 3 février et 3 décembre 1968
- 1970 :
  - D'hier et d'aujourd'hui - émission de Pierre Tchernia diffusée le 3 juillet 1970
  - Télé Dimanche - émission diffusée le 6 décembre 1970 sur la première chaine de l'ORTF
- 1971 :
  - Les étoiles de la chanson - émission diffusée le 13 avril 1971
  - Aujourd'hui Madame - émission diffusée le 24 juin 1971 (reportage au moulin de Dannemois)
- 1972 :
  - Avec le cœur - émission produite et présentée par Claude François, et Michel Drucker, diffusée le 24 mai 1972[154] (rediffusée en avril 1978)
  - Samedi Soir - émission de Philippe Bouvard diffusée le 9 décembre 1972[155]
- 1973 :
  - Top à Claude François - émission diffusée le 20 janvier 1973 sur la deuxième chaîne de l'ORTF
- 1974 :
  - Top à Claude François - émission diffusée le 19 janvier 1974 sur la deuxième chaîne de l'ORTF
  - Domino - émission diffusée le 27 juin 1974
  - Top à Claude François - émission diffusée le 14 septembre 1974 sur la deuxième chaîne de l'ORTF
- 1975 :
  - Une heure avec Claude François - émission diffusée le 14 mai 1975 sur la deuxième chaîne
  - Numéro Un Claude François - émission diffusée le 7 juin 1975 sur TF1
  - Système 2 - émission diffusée le 13 juillet 1975 sur Antenne 2
  - Système 2 - émission diffusée le 14 décembre 1975 sur Antenne 2
- 1976 :
  - Numéro Un Claude François de 8 à 88 ans - émission diffusée le 13 mars 1976 sur TF1
  - La bande à Cloclo- émission diffusée le 11 juillet 1976 sur Antenne 2
  - Aujourd'hui madame de Valentino à Cloclo - émission diffusée le 11 août 1976
  - Midi-Première - émissions diffusées le 25 septembre et le 16 novembre 1976 sur TF1
  - Mosaïque - émission diffusée le 17 novembre 1976 sur la TSR
  - Midi-Première - émission diffusée le 25 décembre 1976 sur TF1
  - Les rendez-vous du dimanche (spécial Noël) - émission diffusée le 26 décembre 1976 sur TF1 (avec notamment Henri Salvador et les 2 fils de Claude François)
- 1977 :
  - Midi-Première - émissions diffusées le 14 février 1977, le 22 et 23 avril 1977, le 14 mai 1977
  - Numéro Un Mireille Mathieu - Il interprète en duo avec elle "Quelquefois".
  - Midi-Première - émission réalisée à Palavas les Flots et diffusée le 15 juillet 1977 sur TF1
  - Music hall à Provins - émission diffusée le 16 juillet 1977 sur TF1
  - Midi-Première - émissions diffusées le 20 et 21 septembre 1977 sur TF1
  - Seaside 1977- émission franco-britannique diffusée le 22 octobre 1977 sur TF1 et diffusé sur la BBC
  - Numéro Un Claude François - émission diffusée le 26 novembre 1977 sur TF1
  - Midi-Première - émission diffusée le 19 décembre 1977 sur TF1
  - Je veux être toi - reportage diffusé le 21 décembre 1977
  - L'école des fans - émission diffusée le 25 décembre 1977 sur Antenne 2
  - Les rendez-vous du dimanche (spécial Noël) - émission diffusée le 25 décembre 1977 sur TF1 (avec notamment Jodie Foster et les 2 fils de Claude François)
- 1978 :
  - La bonne franquette - émission diffusée le 18 janvier 1978 sur RTL TV
  - Chansons à la carte - émission diffusée le 22 janvier 1978 sur la RTBF
  - Musique and Music - émission diffusée le dimanche 26 février 1978 sur Antenne 2 (dernière émission télévisée française à laquelle participe Claude François avant sa mort)[156]
  - Snowtime Special - Spéciales vacances blanches - émission franco-britannique réalisée les 9 et 10 mars 1978 à Leysin en Suisse[157],[158] et diffusée en deux versions sur TF1 le 13 mai et sur la BBC le 22 décembre 1978
  - Numéro Un Claude François - émission hommage diffusée en septembre 1978 sur TF1 et rediffusée en juillet 1984

### Posthumes
- 1979 :
  - Claude François notre ami - Émission hommage de Guy Lux, diffusée le 12 mars 1979 et rediffusée le 8 mars 1983.
- 1987 :
  - Champs-Élysée spécial Claude François - Émission hommage de Michel Drucker, diffusée en mars 1987 et mars 1988.
- 2008 :
  - Spéciale Claude François : 30 ans déjà… - Émission hommage de Mireille Dumas, diffusée sur France 3 le 5 mars 2008 et rediffusée le 29 février 2012.
- 2012 :
  - Claude François: une chanson populaire - Hommage produit par Jean Paul Boucheny et réalisé par Frédéric Fiol, diffusé sur France 3 dans l’émission Discographie le 5 mars 2012.
- 2017 :
  - Cette soirée-là – M. Pokora, entouré de nombreux artistes sur la scène du Zénith de Paris, propose un hommage à Claude François. Diffusé sur TF1 le 14 janvier 2017.
  - Claude François, l'ombre au tableau, documentaire de Karl Zéro et Daisy d'Errata, Arte, octobre 2017[159].
- 2018 :
  - Claude François, le dernier pharaon, documentaire de François Pomès, Paris Première, février 2018[90].
- 2021 :
  - Claude François, les secrets inavouables, documentaire de Jeanne Lefèvre et François Pomès, RMC Story (France)[160] et La Une (Belgique)[161], octobre 2021.